# لوكهيد مارتن إف-35 لايتنينغ الثانية
لوكهيد مارتن إف-35 لايتنينغ الثانية (بالإنجليزية: Lockheed Martin F-35 Lightning II) هي عائلة أمريكية من الطائرات المقاتلة متعددة المهام الشبحية ذات المقعد الواحد والمحرك الواحد في جميع الأحوال الجوية والتي تهدف إلى أداء مهام التفوق الجوي والهجوم. كما أنها قادرة على توفير قدرات الحرب الإلكترونية والاستخبارات والمراقبة والاستطلاع. شركة لوكهيد مارتن هي المقاول الرئيسي لها، مع شركائها الرئيسيين كشركة نورثروب غرومان وشركة BAE للأنظمة. توجد من الطائرة ثلاثة أنواع رئيسية: الإقلاع والهبوط التقليدي (CTOL) إف-35 A، الإقلاع القصير والهبوط العمودي (STOVL) إف-35 B، والطائرة إف-35 C العاملة على حاملات الطائرات (CV / CATOBAR).
وتنحدر الطائرة من مشروع شركة لوكهيد مارتن اكس-35، التي تغلبت في عام 2001 على مشروع شركة بوينع اكس-32. لتفوز ببرنامج جوينت سترايك فايتر (JSF) الممول بشكل أساسي من قبل حكومة الولايات المتحدة، إضافة إلى تمويل إضافي من البلدان الشريكة في البرنامج من حلف شمال الأطلسي وحلفاء الولايات المتحدة المقربين، بما في ذلك المملكة المتحدة وإيطاليا وأستراليا وكندا والنرويج والدنمارك وهولندا، وتركيا سابقًا. وقد طلبت عدة دول أخرى الطائرة أو تفكر في طلبها. لقد تعرض البرنامج للكثير من التدقيق والنقد بسبب حجمه غير المسبوق، وتعقيده، وتكاليفه المتضخمة، وتأخر تسليمه كثيرًا. وأدت إستراتيجية الاستحواذ على الإنتاج المتزامن للطائرة بينما كانت لا تزال قيد التطوير والاختبار إلى تغييرات باهظة في التصميم والتعديلات التحديثية.
دخلت إف-35 B الخدمة مع مشاة البحرية الأمريكية في يوليو 2015، تليها القوات الجوية الأمريكية إف-35 A في أغسطس 2016 والبحرية الأمريكية إف-35 C في فبراير 2019. تم استخدام إف-35 لأول مرة في القتال في عام 2018 من قبل سلاح الجو الإسرائيلي. وتخطط الولايات المتحدة لشراء 2456 طائرة من طراز إف-35 حتى عام 2044، والتي ستمثل الجزء الأكبر من القوة الجوية التكتيكية المأهولة للقوات الجوية والبحرية ومشاة البحرية الأمريكية لعدة عقود. ومن المتوقع أن تعمل الطائرة حتى عام 2070.

## مراحل التطوير

### أصول البرنامج
كانت الطائرة إف-35 نتاجًا لبرنامج جوينت سترايك فايتر (JSF)، والذي كان عبارة عن دمج برامج طائرات مقاتلة مختلفة من الثمانينيات والتسعينيات. كان أحد البرامج السابقة هو وكالة مشاريع الأبحاث الدفاعية المتقدمة (DARPA)، قصير الإقلاع/الهبوط العمودي (ASTOVL) الذي استمر من 1983 إلى 1994؛ تهدف إلى تطوير بديل للهارير جامب جيت للبحرية الملكية البريطانية وسلاح مشاة البحرية الأمريكي (USMC). في إطار أحد برامج ASTOVL المصنفة، مقاتلة اسرع من الصوت (SSF). من التقنيات الرئيسية التي تم استكشافها هي نظام مروحة الرفع التي تعمل بعمود (SDLF). كان مفهوم شركة لوكهيد عبارة عن طائرة دلتا كانارد ذات محرك واحد تزن حوالي 24000 رطل (11000 كجم) فارغة. وقد صنفت هذه الطائرة في عام 1993 على أنها طائرة مقاتلة خفيفة الوزن مقبولة التكلفة، واشتملت على لوكهيد، ماكدونل دوغلاس، وبوينغ.
في عام 1993، ظهر برنامج تكنولوجيا الإضراب المشترك المتقدمة (JAST) في أعقاب إلغاء برامج المقاتلة متعددة المهام التابعة للقوات الجوية الأمريكية (MRF) وبرامج المقاتلة المتقدمة (USN) التابعة للبحرية الأمريكية A/F-X. وهو برنامج لاستبدال الإف-16 ميسور التكلفة نسبيًا، تم تقليصه وتأخيره بسبب التخفيضات الدفاعية بعد الحرب الباردة التي خففت من استخدام أسطول الإف-16 وبالتالي إطالة عمر خدمتها بالإضافة إلى زيادة ضغط الميزانية من برنامج الإف-22. A/FX، المعروف في البداية باسم الهجوم المتقدم (AX)، بدأ في عام 1991 كمتابعة USN لبرنامج الطائرات التكتيكية المتقدمة (ATA) لاستبدال الايه-6 إنترودر؛ تم إلغاء طائرة إيه-12 آفينجر الثانية الناتجة بسبب المشاكل وتجاوزات التكاليف في عام 1991. في نفس العام، تم إنهاء المقاتلة التكتيكية البحرية المتقدمة (NATF)، وهي فرع من برنامج المقاتلات التكتيكية المتقدمة (ATF) التابع للقوات الجوية الأمريكية، أدى استبدال الإف-14 توم كات إلى إضافة قدرة مقاتلة إضافية إلى AX، والتي تمت إعادة تسميتها بعد ذلك A/FX. وسط ضغوط الميزانية المتزايدة، أعلنت وزارة الدفاع (DoD) المراجعة من الأسفل إلى الأعلى (BUR) في سبتمبر 1993 عن إلغاء MRF و A/FX، مع تقديم الخبرة القابلة للتطبيق إلى برنامج JAST الناشئ. لم يكن الهدف من JAST هو تطوير طائرة جديدة، وبدلاً من ذلك تطوير المتطلبات، ونضج التقنيات، وإظهار مفاهيم حرب الضربة المتقدمة.
مع تقدم JAST، ظهرت الحاجة إلى مفهوم الطائرة التوضيحية بحلول عام 1996، والتي ستتزامن مع مرحلة عرض الطيران واسع النطاق من ASTOVL/CALF. نظرًا لأن مفهوم ASTOVL/CALF يبدو أنه يتماشى مع ميثاق JAST، تم دمج البرنامجين في النهاية في عام 1994 تحت اسم JAST، حيث يخدم البرنامج الآن لدى الـ USAF وUSMC وUSN. تمت إعادة تسمية JAST لاحقًا باسم جوينت سترايك فايتر (JSF) في عام 1995، مع تقديم STOVL بواسطة ماكدونل دوغلاس ونورثروب غرومان ولوكهيد مارتن، وبوينغ. كان من المتوقع أن يحل JSF في نهاية المطاف محل أعداد كبيرة من المقاتلين متعددي الأدوار والضربات في مخزونات الولايات المتحدة وحلفائها، بما في ذلك هارير وإف-16 وإف/إيه-18 وإيه-10 والإف-117 نايت هوك.
تعد المشاركة الدولية جانبًا أساسيًا من برنامج JSF، بدءًا من مشاركة المملكة المتحدة في برنامج ASTOVL. كان العديد من الشركاء الدوليين الذين يحتاجون إلى تحديث قواتهم الجوية الذين نشروا طائرات إف-16 وإف/إيه-18 مهتمين في JSF. انضمت المملكة المتحدة إلى JAST/JSF كعضو مؤسس في عام 1995، وبالتالي أصبحت الشريك الوحيد من المستوى 1 لبرنامج JSF؛ انضمت إيطاليا وهولندا والدنمارك والنرويج وكندا وأستراليا وتركيا إلى البرنامج خلال المفهوم مرحلة العرض التوضيحي (CDP)، مع كون إيطاليا وهولندا شريكين من المستوى 2 والباقي من المستوى 3. وبالتالي، تم تطوير الطائرة بالتعاون مع شركاء دوليين وهي متاحة للتصدير.

### منافسة JSF
تم اختيار شركتي بوينغ ولوكهيد مارتن في أوائل عام 1997 لـ CDP، مع تصميم طائرتهما التجريبية اكس-32 واكس-35 على التوالي؛ تم القضاء على فريق ماكدونل دوغلاس وانضمت شركة نورثروب غرومان وشركة بريتش ايروسبيس إلى فريق لوكهيد مارتن. ستنتج كل شركة مركبتين جويتين نموذجيتين لإثبات الإقلاع والهبوط التقليديين (CTOL)، وإقلاع الحاملة والهبوط (CV)، والإقلاع القصير والهبوط التقليدي (STOVL). من شأن تصميم شركة لوكهيد مارتن الاستفادة من العمل على نظام مروحة الصعود العمودي (SDLF) الذي يتم إجراؤه بموجب ASTOVL/CALF برنامج. الجانب الرئيسي من اكس-35 الذي مكّن تشغيل الإقلاع القصير والهبوط التقليدي، ويتكون نظام مروحة الصعود العمودي من مروحة الرفع في جسم الطائرة الأمامي الذي يمكن تنشيطه من خلال تعشيق القابض الذي يربط عمود القيادة بالتوربينات وبالتالي زيادة الدفع من المحرك فوهة دوارة. كما تم أخذ البحث من الطائرات السابقة التي تتضمن أنظمة مماثلة، مثل طراز مثل نموذج الديفير 200، مع وضع روكويل إكس في-12، وياكوفليف ياك-141، في الاعتبار أيضًا. وعلى النقيض من ذلك، استخدمت طائرة بوينج اكس-32 نظام الرفع المباشر الذي سيعاد تكوين المحرك التوربيني المعزز إليه عند الانخراط في عملية الإقلاع القصير والهبوط التقليدي (STOVL).

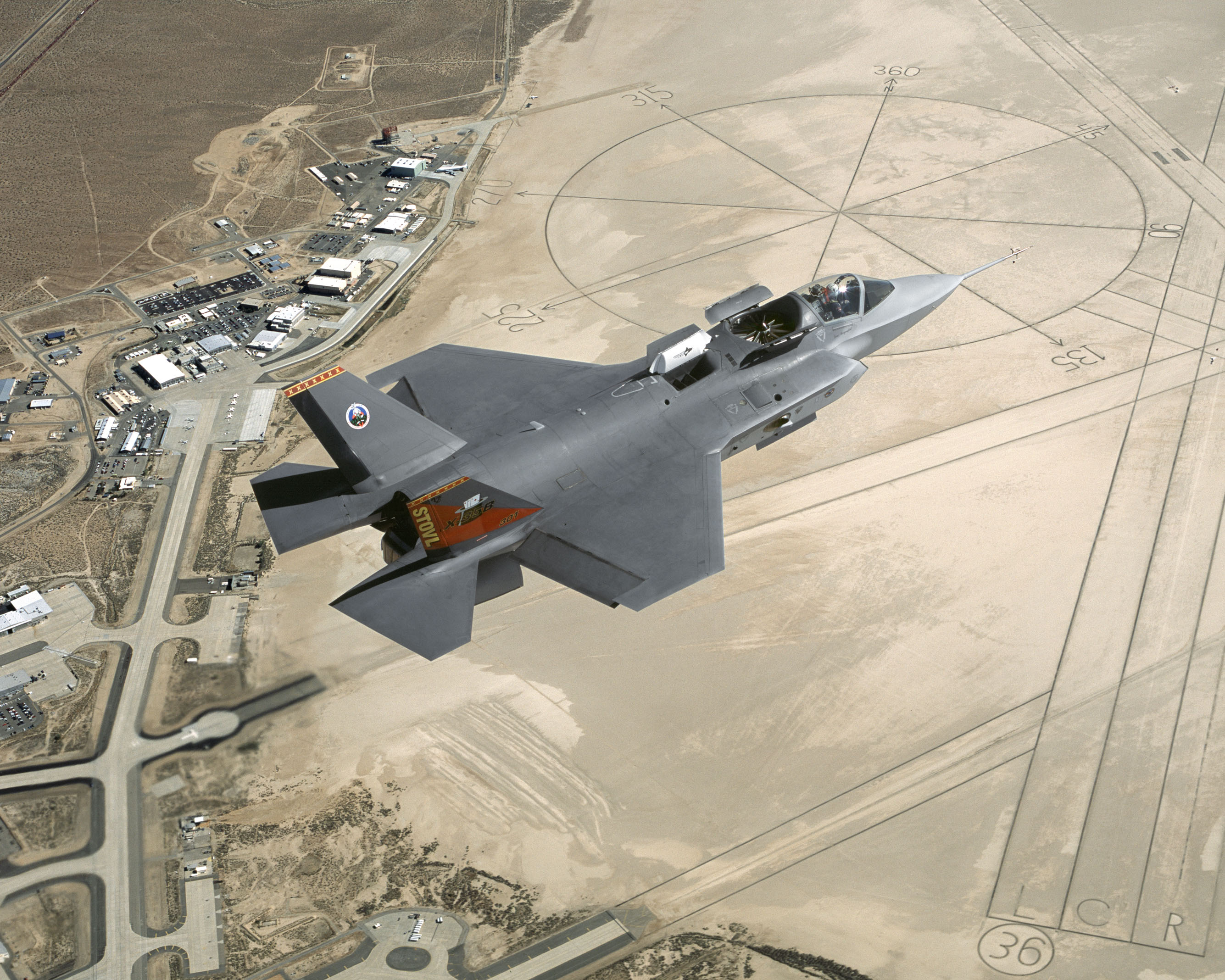
اكس-35 B تحلق فوق قاعدة إدواردز الجوية

كانت إستراتيجية لوكهيد مارتن المشتركة هي استبدال نظام مروحة الصعود العمودي (SDLF) إلى متغير الإقلاع القصير والهبوط التقليدي (STOVL) بخزان وقود وفوهة دوارة في الخلف مع فوهة توجيه ثنائية الأبعاد لمتغير الإقلاع والهبوط التقليدي (CTOL). وهذا من شأنه أن يتيح تكوينًا ديناميكيًا هوائيًا متطابقًا لمتغيرات الإقلاع القصير والهبوط التقليدي والإقلاع والهبوط التقليدي، في حين أن البديل CV سيكون له جناح موسع من أجل تقليل سرعة الهبوط لاستعادة الناقل. نظرًا للخصائص الديناميكية الهوائية ومتطلبات استعادة الناقل من اندماج JAST ، فإن تكوين التصميم سيستقر على ذيل تقليدي مقارنة بتصميم دلتا دلتا من ASTOVL/CALF؛ والجدير بالذكر أن تكوين الذيل التقليدي يوفر مخاطر أقل بكثير لاستعادة الناقل مقارنةً بتكوين ASTOVL/CALF جنيحات الكنار، والذي تم تصميمه دون مراعاة توافق الناقل. وقد أتاح ذلك قدرًا أكبر من القواسم المشتركة بين جميع المتغيرات الثلاثة، حيث كان هدف القواسم المشتركة لا يزال مرتفعًا جدًا في هذه المرحلة من التصميم. ستتألف نماذج لوكهيد مارتن الأولية من اكس-35 A لإثبات CTOL قبل تحويلها إلى اكس-35 B لمظاهرة STOVL واكس-35 C ذات الأجنحة الأكبر لإظهار توافق السيرة الذاتية.
طارت اكس-35 A لأول مرة في 24 أكتوبر 2000 وأجرت اختبارات طيران لصفات الطيران دون سرعة الصوت والأسرع من الصوت، وأداء المناورة والمدى والمناورة. بعد 28 رحلة جوية، تم تحويل الطائرة بعد ذلك إلى اكس-35 B لاختبار الإقلاع القصير والهبوط التقليدي، مع التغييرات الرئيسية بما في ذلك إضافة نظام مروحة الصعود العمودي، والوحدة الدوارة ثلاثية المحامل (3BSM)، وقنوات التحكم في الانزلاق. ستعرض اكس-35 B بنجاح نظام نظام مروحة الصعود العمودي من خلال أداء تحوم مستقر، وهبوط رأسي، وإقلاع قصير في أقل من 500 قدم (150 مترًا). حلقت الطائرة اكس-35 C لأول مرة في 16 ديسمبر 2000 وأجرت اختبارات ممارسة الهبوط الميداني.
في 26 أكتوبر 2001، تم إعلان فوز شركة لوكهيد مارتن وحصلت على عقد تطوير النظام والتوضيح (SDD)؛ مُنحت شركة برات آند ويتني بشكل منفصل لتطوير محرك إف135 لـ JSF. يُزعم أن تسمية إف-35، التي كانت خارج التسلسل مع الترقيم القياسي لوزارة الدفاع، قد تم تحديدها على الفور من قبل مدير البرنامج اللواء مايك هوغ؛ كان هذا بمثابة مفاجأة حتى لشركة لوكهيد مارتن، التي توقعت تسمية «إف-24» لقوات الأمن اليابانية.

### التصميم والإنتاج

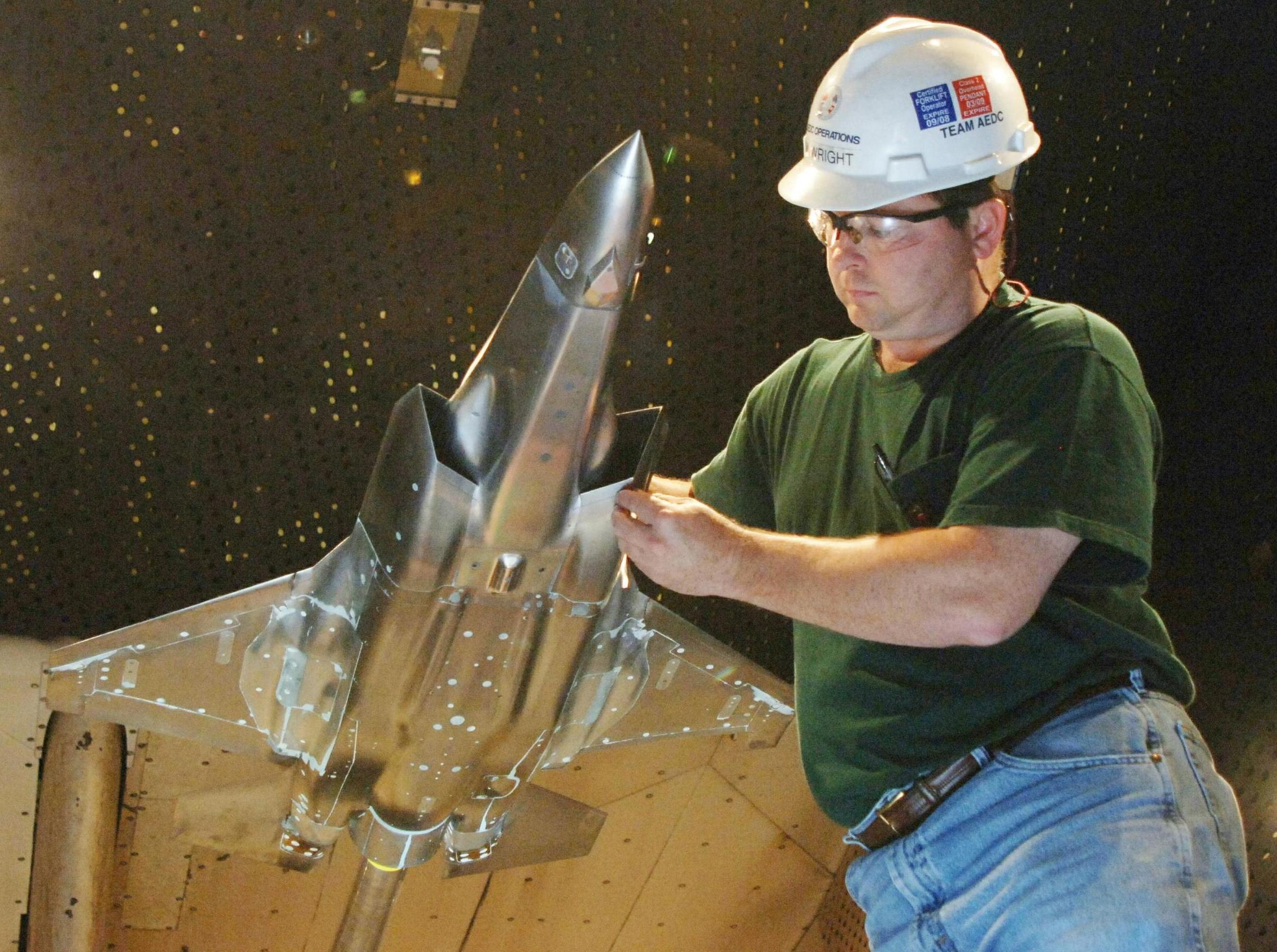
مهندس يتعامل مع نموذج مصغر للمقاتلة النفاثة إف-35 في نفق الرياح العابر للصوت الذي يبلغ طوله 16 قدمًا في مركز أرنولد للتطوير الهندسي

ومع انتقال برنامج JSF إلى مرحلة الـ SDD، تم تعديل تصميم النسخة التجريبية X-35. تم إطالة جسم الطائرة الأمامي بمقدار 5 بوصات (13 سم) لإفساح المجال لإلكترونيات الطيران الخاصة بالمهمة، بينما تم تحريك المثبتات الأفقية بمقدار 2 بوصة (5.1 سم) للخلف للحفاظ على التوازن والتحكم. تم تغيير المدخل الأسرع من الصوت غير المتشعب من شكل القلنسوة رباعي الجوانب إلى شكل الطربوش ثلاثي الجوانب وتم تحريكه إلى الخلف بمقدار 30 بوصة (76 سم). كان قسم جسم الطائرة أكثر امتلاءً، وارتفع السطح العلوي بمقدار 1 بوصة (2.5 سم) على طول خط الوسط لاستيعاب فتحات الأسلحة. بعد تعيين النماذج الأولية X-35، تم تعيين المتغيرات الثلاثة إف-35 A وإف-35 B وإف-35 C. وتتولى شركة لوكهيد مارتن - المقاول الرئيسي - تنفيذ تكامل الأنظمة والتجميع النهائي والدفع (FACO)، في حين أن نظامي نورثروب غرومان وBAE للانظمة يوفران مكونات لأنظمة المهام وهيكل الطائرة.
إضافة أنظمة طائرة مقاتلة وزن إضافي. اكتسبت طائرة إف-35 B أكبر نسبة، ويرجع ذلك إلى حد كبير إلى قرار عام 2003 لتوسيع فتحات الأسلحة من أجل القواسم المشتركة بين المتغيرات؛ أفادت التقارير أن إجمالي نمو الوزن كان يصل إلى 2200 رطل (1000 كجم)، أي أكثر من 8٪، مما تسبب في فقدان جميع معايير أداء مفتاح (KPP). في ديسمبر 2003، تم تشكيل فريق معلمة أداء المفاتيح (SWAT) لتقليل زيادة الوزن؛ تضمنت التغييرات مزيدًا من الدفع بالمحرك، وأجزاء هيكل الطائرة الضعيفة، ونقاط تعليق أسلحة أصغر، ومثبتات رأسية، وقوة دفع أقل لمنافذ عمود التدحرج، وإعادة تصميم مفصل الجناح، والعناصر الكهربائية، وهيكل الطائرة على الفور في الخلف من قمرة القيادة. تم تطبيق العديد من التغييرات من جهد على جميع المتغيرات الثلاثة من أجل القواسم المشتركة. بحلول سبتمبر 2004، خفضت هذه الجهود وزن الطائرة إف-35 B بأكثر من 3000 رطل (1400 كجم)، بينما تم تقليل وزن إف-35 A وإف-35 C بمقدار 2400 رطل (1100 كجم) و1900 رطل (860 كجم) على التوالي. تكلف عمل إنقاص الوزن 6.2 مليار دولار وتسبب في تأخير لمدة 18 شهرًا.

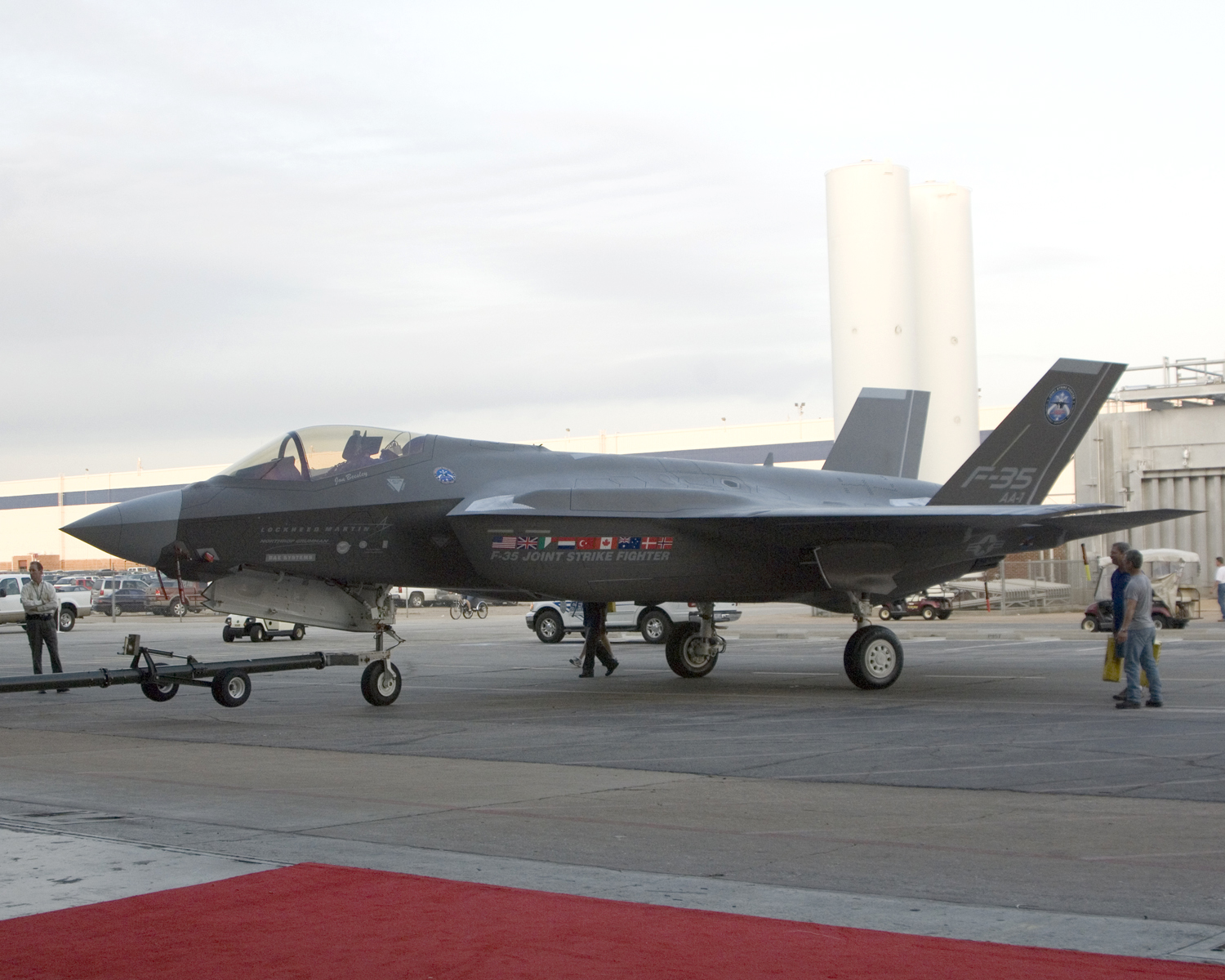
تم سحب أول نموذج أولي من طراز إف-35 A، إلى حفل الافتتاح في 7 يوليو 2006.

تم طرح أول طائرة إف-35 A، المعينة AA-1، في فورت وورث، تكساس، في 19 فبراير 2006 وحلقت لأول مرة في 15 ديسمبر 2006. أعطيت الطائرة اسم "Lightning II" في 2006.
تم تطوير البرنامج على شكل ستة إصدارات، أو بلوكات، لـ SDD. أعدت أول بلوكين، 1A و1B، لطائرة الإف-35 لتدريب طيار أولي وأمن متعدد المستويات. قام البلوك 2A بتحسين قدرات التدريب، بينما كان البلوك 2B هو أول إصدار جاهز للقتال تم التخطيط له لقدرة التشغيل الأولية (IOC) الخاصة بالقوات الجوية الأمريكية. يحتفظ البلوك 3i بقدرات البلوك 2B أثناء وجود أجهزة جديدة وكان مخططًا لـ IOC التابع للقوات الجوية الأمريكية. سيكون للإصدار النهائي لـSDD ، البلوك 3F، غلاف طيران كامل وجميع القدرات القتالية الأساسية. إلى جانب إصدارات البرامج، يشتمل كل بلوك أيضًا على تحديثات أجهزة إلكترونيات الطيران وتحسينات المركبات الجوية من اختبارات الطيران والهيكل. فيما يعرف بـ «التزامن»، سيتم تسليم بعض مجموعات الطائرات ذات الإنتاج الأولي المنخفض (LRIP) في تكوينات الكتلة المبكرة ثم ترقيتها في النهاية إلى البلوك 3F بمجرد اكتمال التطوير. بعد 17000 ساعة اختبار طيران، اكتملت الرحلة الأخيرة لمرحلة SDD في أبريل 2018. مثل الإف-22، تم استهداف الإف-35 بالهجمات الإلكترونية وجهود سرقة التكنولوجيا، بالإضافة إلى نقاط الضعف المحتملة في سلامة سلسلة التوريد.
وجد الاختبار العديد من المشاكل الرئيسية: كانت هياكل الطائرات إف-35 B المبكرة بها تشققات سابقة لأوانها، كان تصميم خطاف الحاجز الخاص بالإف-35 C غير موثوق به، وخزانات الوقود كانت معرضة جدًا للصواعق، وكان عرض الخوذة يعاني من مشاكل، وأكثر من ذلك. تأخر البرنامج مرارًا وتكرارًا بسبب نطاقه وتعقيده غير المسبوقين. في عام 2009، قدر فريق التقدير المشترك لوزارة الدفاع (JET) أن البرنامج كان متأخرًا بمقدار 30 شهرًا عن الجدول العام. في عام 2011، تمت إعادة تصميم البرنامج؛ أي، تم تغيير أهداف التكلفة والجدول الزمني، مما دفع اللجنة الأولمبية الدولية من المخطط لعام 2010 إلى يوليو 2015. تم انتقاد قرار الاختبار وإصلاح العيوب وبدء الإنتاج في وقت واحد باعتباره غير فعال؛ في عام 2014، أطلق عليها وكيل وزارة الدفاع لشؤون الاستحواذ فرانك كيندال «سوء التصرف في الاستحواذ». تشترك المتغيرات الثلاثة في 25٪ فقط من أجزائها، وهي أقل بكثير من القواسم المشتركة المتوقعة البالغة 70٪. تلقى البرنامج انتقادات كبيرة بسبب التجاوزات في التكاليف ولإجمالي تكلفة العمر المتوقعة، بالإضافة إلى أوجه القصور في إدارة الجودة من قبل المقاولين.
كان من المتوقع أن يكلف برنامج JSF حوالي 200 مليار دولار في عملية الاستحواذ بالدولار الأساسي لعام 2002 عندما تم منح SDD في عام 2001. في وقت مبكر من عام 2005، حدد مكتب المساءلة الحكومية (GAO) مخاطر البرنامج الرئيسية في التكلفة والجدول الزمني. أدت التأخيرات الباهظة إلى توتر العلاقة بين البنتاغون والمقاولين. أبرز المسؤول التنفيذي للبرنامج اللفتنانت جنرال كريستوفر بوجدان العلاقة المتوترة في عام 2012. بحلول عام 2017، أدت التأخيرات وتجاوزات التكاليف إلى دفع تكلفة برنامج الإف-35 المتوقع (أي حتى عام 2070) إلى 1.5 تريليون دولار في ذلك الوقت: 406.5 مليار دولار للاستحواذ بالإضافة إلى 1.1 تريليون دولار للعمليات والصيانة. بلغت تكلفة الوحدة من LRIP الكثير 13 إف-35 A كانت 79.2 مليون دولار. أدى التأخير في التطوير والاختبار التشغيلي والتقييم إلى دفع الإنتاج بالمعدل الكامل إلى عام 2021.

### ترقيات ومزيد من التطوير
تم الإعلان عن أول تكوين بلوك 2B قادر على القتال، والذي كان له قدرات جوية وضاربة أساسية، من قبل USMC في يوليو 2015. بدأ تكوين اليلوك 3F الاختبار والتقييم التشغيلي (OT&E) في ديسمبر 2018، وسيختتم الانتهاء منه SDD. ويقوم برنامج الإف-35 أيضًا بإجراء تطوير الاستدامة والترقية، مع ترقية طائرات LRIP المبكرة تدريجياً إلى معيار البلزك 3F بحلول عام 2021.
ومن المتوقع أن يتم تحديث الطائرة إف-35 باستمرار على مدار عمرها الافتراضي. بدأ برنامج الترقية الأول، المسمى التطوير المستمر للقدرات والتسليم (C2D2) في عام 2019 ومن المقرر حاليًا أن يستمر حتى عام 2024. وأولوية التطوير على المدى القريب لـ C2D2 هي البلوك 4، والتي ستدمج أسلحة إضافية، بما في ذلك الأسلحة الفريدة للعملاء الدوليين وتحديث إلكترونيات الطيران وتحسين إمكانات ESM وإضافة دعم جهاز استقبال محسن للفيديو (ROVER) يعمل عن بعد. يركز C2D2 أيضًا بشكل أكبر على تطوير البرامج الرشيقة لتمكين إصدارات أسرع. في عام 2018، منح مركز إدارة دورة حياة القوات الجوية (AFLCMC) عقودًا لشركة جنرال إلكتريك وبرات آند ويتني لتطوير محركات دورة تكيفية أكثر قوة وكفاءة للتطبيق المحتمل في إف-35، الاستفادة من البحوث التي أجريت في إطار برنامج نقل المحرك المتكيف.
عرض مقاولو الدفاع ترقيات للطائرة إف-35 خارج عقود البرنامج الرسمية. في عام 2013، كشفت شركة نورثروب غرومان عن تطويرها لمجموعة الإجراءات المضادة للأشعة تحت الحمراء (DIRCM)، والتي أطلق عليها اسم Threat Nullification Defensive Resource. سيشترك نظام الإجراءات المضادة في نفس المساحة مثل مستشعرات نظام الفتحة الموزعة (DAS) ويعمل كمشوش للصواريخ بالليزر للحماية من الصواريخ الموجهة بالأشعة تحت الحمراء.

### المشتريات والمشاركة الدولية

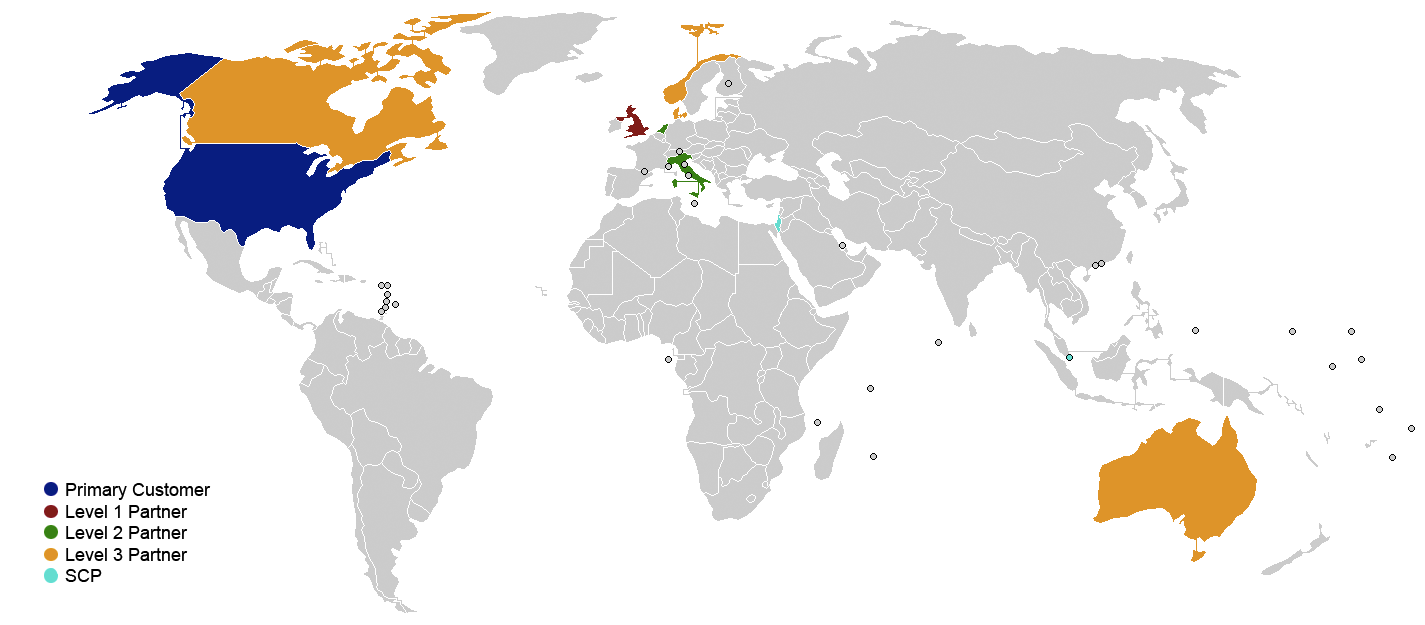
الدول المشاركة:
الزبون الأساسي: الولايات المتحدة
شريك المستوى 1: المملكة المتحدة
شركاء المستوى 2: إيطاليا وهولندا
شركاء المستوى 3: أستراليا وكندا والدنمارك والنرويج
المشاركون في التعاون الأمني: إسرائيل وسنغافورة

الولايات المتحدة هي العميل الأساسي والداعم المالي الرئيسي، حيث تم التخطيط لشراء 1763 طائرة من طراز إف-35 A لسلاح الجو الأمريكي، و353 طائرة من طراز إف-35 B و67 طائرة من طراز إف-35 C لـ USMC، و273 طائرة إف-35 C لـ USN. بالإضافة إلى ذلك، وافقت المملكة المتحدة وإيطاليا وهولندا وكندا وتركيا وأستراليا والنرويج والدنمارك على المساهمة بمبلغ 4.375 مليار دولار أمريكي في تكاليف التطوير، مع مساهمة المملكة المتحدة بحوالي 10٪ من تكاليف التطوير المخطط لها باعتبارها المستوى 1 الوحيد شريك. كانت الخطة الأولية أن الولايات المتحدة وثماني دول شريكة رئيسية ستحصل على أكثر من 3100 طائرة من طراز إف-35 حتى عام 2035. تعكس المستويات الثلاثة للمشاركة الدولية عمومًا الحصة المالية في البرنامج، ومقدار نقل التكنولوجيا والعقود من الباطن المفتوحة للمناقصة من قبل الشركات الوطنية، والترتيب الذي يمكن للدول من خلاله الحصول على طائرات الإنتاج. إلى جانب الدول الشريكة في البرنامج، انضمت إسرائيل وسنغافورة كمشاركين متعاونين في مجال الأمن (SCP). تتم المبيعات إلى SCP والدول غير الشريكة من خلال برنامج المبيعات العسكرية الخارجية للبنتاغون. تمت إزالة تركيا من برنامج إف-35 في يوليو 2019 بسبب مخاوف أمنية.
أعلنت اليابان في 20 ديسمبر 2011 عن نيتها شراء 42 طائرة من طراز إف-35 لتحل محل الإف-4 فانتوم الثانية، مع 38 يتم تجميعها محليًا وتسليمها في عام 2016. بسبب التأخير في التطوير والاختبار، تم تأجيل العديد من الطلبات الأولية. خفضت إيطاليا طلبيتها من 131 إلى 90 طائرة من طراز إف-35 في عام 2012. قررت أستراليا شراء إف/إيه-18إي/إف سوبر هورنت في عام 2006 وإي إيه-18جي غرولير في عام 2013 كتدابير مؤقتة.
في 3 أبريل 2012، نشر المدقق العام الكندي مايكل فيرجسون تقريرًا يوضح المشكلات المتعلقة بشراء كندا للطائرة؛ يذكر التقرير أن الحكومة قللت عن علم التكلفة النهائية لـ 65 طائرة من طراز إف-35 بمقدار 10 مليارات دولار. بعد الانتخابات الفيدرالية لعام 2015، قررت الحكومة الكندية تحت قيادة الحزب الليبرالي عدم المضي قدمًا في عملية شراء من مصدر واحد وأطلقت مسابقة لاختيار طائرة.
في يناير 2019، أعلنت سنغافورة رسميًا عن خطتها لشراء عدد صغير من طائرات الإف-35 لتقييم القدرات ومدى ملائمتها قبل اتخاذ قرار بشأن استبدال أسطولها من طراز إف-16. في مايو 2019، أعلنت بولندا عن خطط لشراء 32 طائرة من طراز إف-35 A لتحل محل طائراتها التي تعود إلى الحقبة السوفيتية. تم توقيع العقد في 31 يناير 2020., كما قدمت قطر طلبا رسميا للولايات المتحدة لشراء مقاتلات إف-35 الشبح (F-35) التي تصنعها شركة لوكهيد مارتن الأميركية.

## تصميم

### نظرة عامة
الطائرة إف-35 هي عائلة من المقاتلات أحادية المحرك، الأسرع من الصوت، والمتعددة المهام الشبحية. وثاني مقاتلة من الجيل الخامس التي تدخل الخدمة الأمريكية وأول مقاتلة شبحية ذات إقلاع قصير وهبوط عمودي (STOVL) أسرع من الصوت، تؤكد إف-35 على انخفاض مستويات المراقبة وإلكترونيات الطيران المتقدمة ودمج أجهزة الاستشعار التي تتيح مستوى عالٍ من الوعي الظرفي والفتاك بعيد المدى خلف مدى الرؤية؛ وتعتبر القوات الجوية الأمريكية أن الطائرة المقاتلة الهجومية الأساسية الخاصة بها للقيام بقمع مهام الدفاع الجوي للعدو (SEAD)، وذلك بسبب المستشعرات وأنظمة المهام المتقدمة.

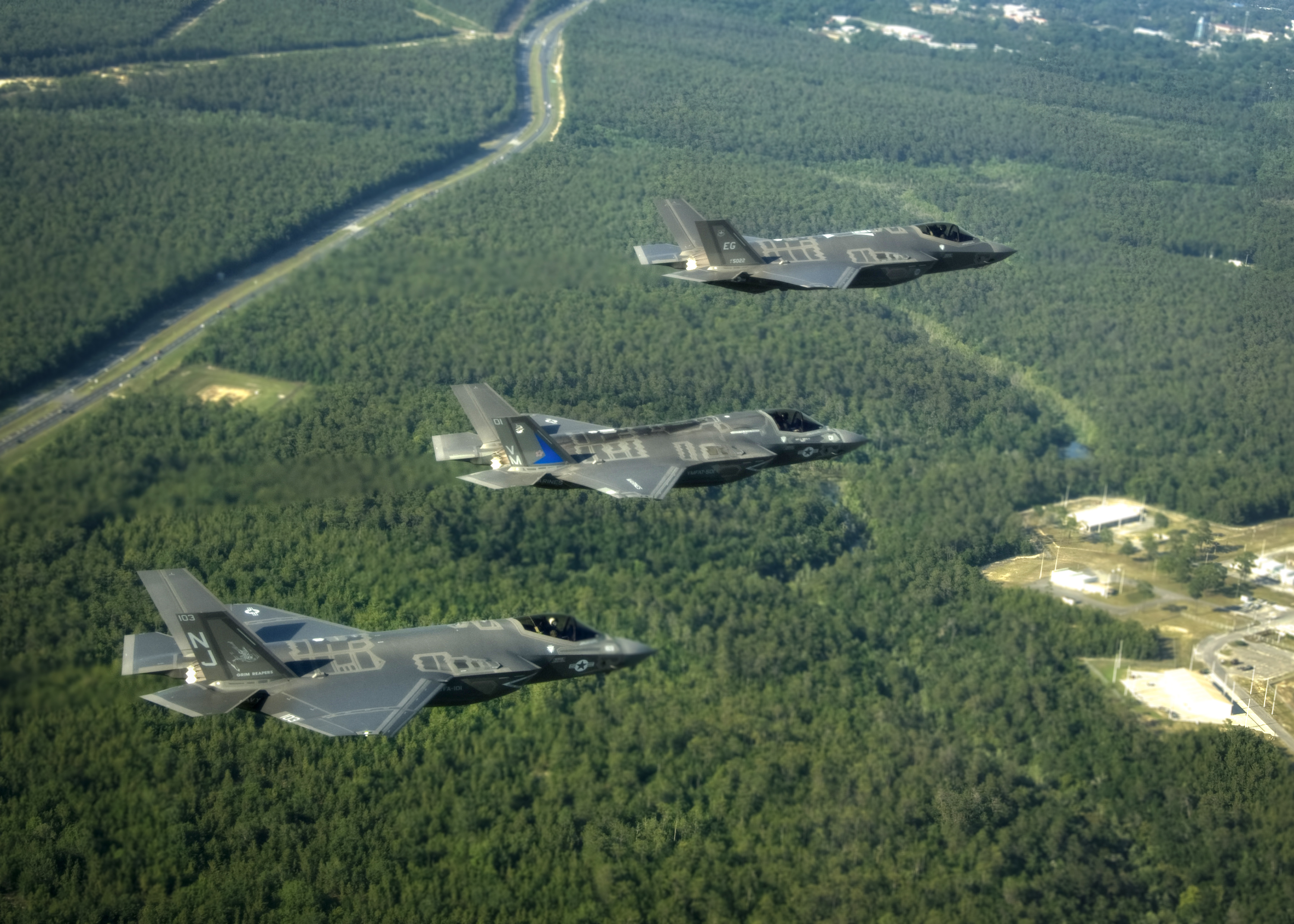
(من الأعلى) إف-35 A ,إف-35 B وإف-35 C بالقرب من قاعدة إجلان الجوية، 2014.

تتميز الطائرة إف-35 بتكوين ذيل الجناح (wing-tail) مع اثنين من المثبتات الرأسية التي يتم ضبطها للتسلل. تشتمل أسطح التحكم في الطيران على القلابات ذات الحافة الأمامية (leading-edge flaps)، والفلابيرونات (Flaperon)، والدفات، والذيول الأفقية المتحركة (او الموازنات)؛ تمتد امتدادات جذر الحافة الأمامية أيضًا إلى الأمام إلى المداخل. تم تحديد جناحي إف-35 A وإف-35 B القصير نسبيًا الذي يبلغ طوله 35 قدمًا وفقًا للمتطلبات الملائمة داخل مناطق وقوف ومصاعد سفن الهجوم البرمائية USN؛ جناح الإف-35 C الأكبر هو أكثر كفاءة في استهلاك الوقود. وتستخدم المداخل الثابتة الأسرع من الصوت (DSI) سطحًا مضغوطًا مضغوطًا وغطاءًا مائلًا للأمام لإلقاء الطبقة الحدودية من الجسم الأمامي بعيدًا عن المداخل، والتي تشكل قناة Y للمحرك. من الناحية الهيكلية، استفادت الطائرة إف-35 من الدروس المستفادة من الطائرة إف-22؛ المواد المركبة تشكل 35٪ من وزن هيكل الطائرة، مع كون الغالبية العظمى من مواد البسماليميد والإيبوكسي المركب وكذلك بعض الإيبوكسي المعزز بأنابيب الكربون النانوية في دفعات الإنتاج الجديدة. الإف-35 أثقل بكثير من المقاتلات خفيفة الوزن التي ستحل محلها، مع أخف متغير بوزن فارغ يبلغ 29300 رطل (13300 كجم)؛ يمكن أن يعزى الكثير من الوزن إلى فتحات الأسلحة الداخلية وإلكترونيات الطيران واسعة النطاق المحمولة.
بينما تفتقر إلى الأداء الخام لمحرك إف-22 الأكبر حجمًا، فإن الإف-35 لديها حركيات تنافسية مع مقاتلات الجيل الرابع مثل الإف-16 والإف/إيه-18، خاصة مع الذخائر المركبة لأن الأسلحة الداخلية للإف-35 النقل يزيل السحب الطفيلي من المخازن الخارجية. جميع المتغيرات لها سرعة قصوى تبلغ 1.6ماخ، ويمكن الوصول إليها بحمولة داخلية كاملة. ويوفر محرك برات أند ويتني إف135 القوي تسارعًا وطاقة دون سرعة الصوت، مع اندفاعة أسرع من الصوت في الاحتراق اللاحق. وتوفر الموازنات الكبيرة، وامتدادات الحافة الأمامية واللوحات، والدفات المرتفعة خصائص ألفا عالية (زاوية الهجوم الموجهة) ممتازة، مع ألفا مشذب بمقدار 50 درجة. يوفر الاستقرار المريح (Relaxed stability) وأدوات التحكم في الطيران عن طريق السلك صفات معالجة ممتازة ومقاومة مغادرة. ونظرا لتميزها بأكثر من ضعف الوقود الداخلي للإف-16، تتميز الطائرة إف-35 بنصف قطر قتالي أكبر بكثير، بينما تتيح الطائرة أيضا صورة أكثر كفاءة لرحلة البعثة.

### أجهزة الاستشعار وإلكترونيات الطيران

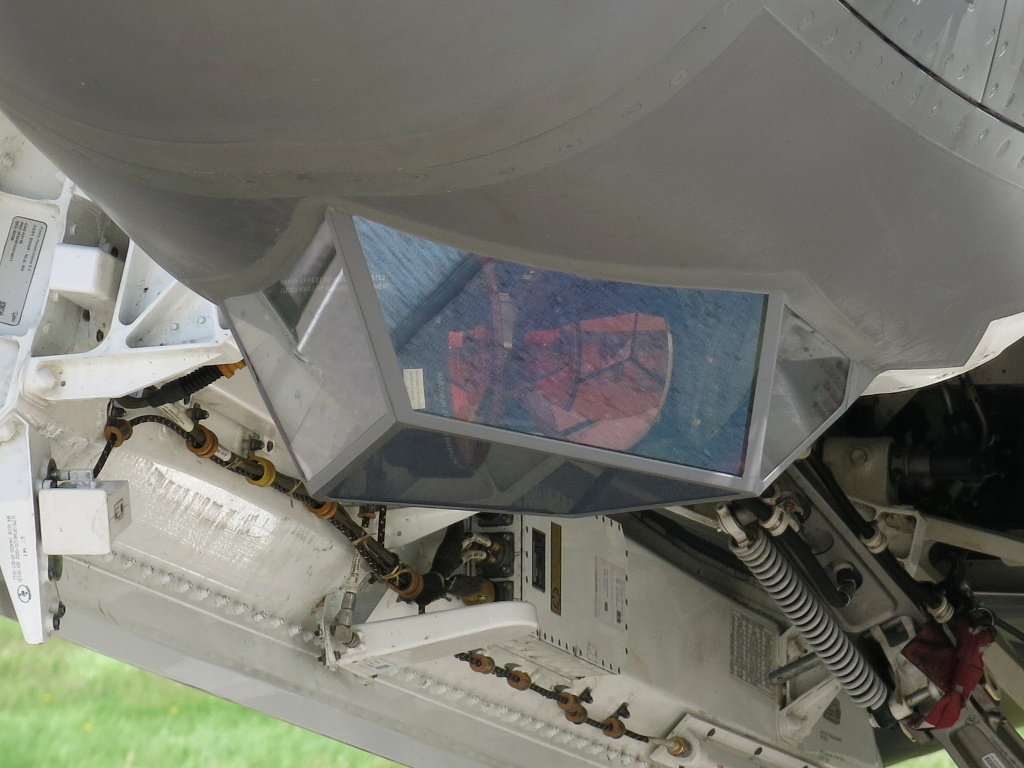
نظام الاستهداف الإلكتروني البصري (EOTS) تحت أنف الإف-35.

تعد أنظمة مهام إف-35 من بين أكثر جوانب الطائرة تعقيدًا. تم تصميم إلكترونيات الطيران وأجهزة الاستشعار المدمجة لتعزيز وعي الطيار بالموقف وقدرات القيادة والسيطرة وتسهيل الحرب المتمركزة على الشبكة. تتضمن المستشعرات الرئيسية مثل رادار AN/APG-81 النشط الممسوح ضوئيًا إلكترونيًا (AESA)، ومجموعة الاتصالات والملاحة وتحديد الهوية (CNI) الحديث AN/ASQ-242 من شركة نورثروب غرومان للأنظمة الإلكترونية.ونظام الحرب الإلكترونية AN/ASQ-239 Barracuda من شركة BAE للأنظمة الاليكترونية ونظام الموزع للفتحة (DAS) الحديث AN/AAQ-37 المقدم من شركتي نورثروب غرومان ورايثون، ونظام الاستهداف الكهروصوئي (EOTS) الحديث AN/AAQ-40 من شركة لوكهيد مارتن، وقد صُممت الطائرة الإف-35 مع أجهزة استشعار للتواصل البيني لتوفير صورة متماسكة لساحة المعركة المحلية وتوافرها لأي استخدام محتمل أو دمج مع بعضها البعض؛ فمثلا، يعمل الرادار APG-81 أيضا كجزء من نظام الحرب الإلكترونية.
تم تطوير الكثير من برامج إف-35 بلغات برمجة سي وسي بلس بلس، بينما تم أيضًا استخدام كود لغة البرمجة أيدا من الإف-22؛ ويحتوي برنامج Block 3F على 8.6 مليون سطر من التعليمات البرمجية. ويعمل نظام تشغيل الوقت الحقيقي الجديد Integrity DO-178B المقدم من شركة جرين هيلز على المعالجات الأساسية المتكاملة (ICPs)؛ وتتضمن شبكات البيانات IEEE 1394b وناقلات القنوات الليفية. لتمكين ترقيات برمجيات الأسطول للأنظمة الراديوية المحددة بالبرمجيات وزيادة مرونة الترقية والقدرة على تحمل التكاليف، وتستفيد إلكترونيات الطيران من المكونات التجارية الجاهزة (COTS) عندما يكون ذلك عمليًا. كان برنامج أنظمة المهام، وخاصةً لدمج أجهزة الاستشعار، أحد أصعب أجزاء البرنامج والمسؤول عن تأخيرات كبيرة في البرنامج.

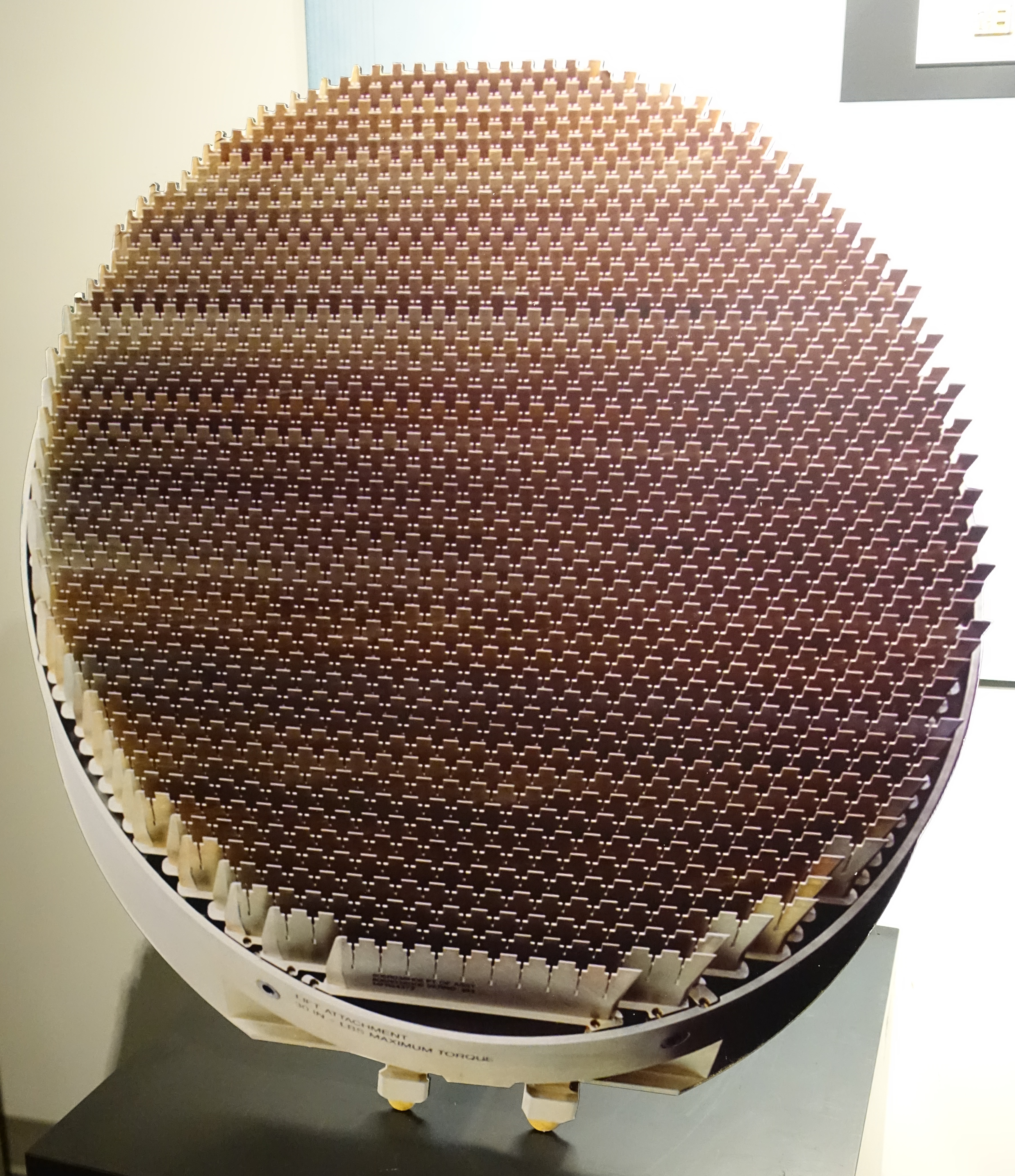
هوائي راداري AN/APG-81 AESA

يستخدم رادار APG-81 المسح الإلكتروني لخفة الحركة السريعة ويدمج أوضاع جو-جو سلبية ونشطة، وأنماط الضربة، وإمكانية الرادار ذي الفتحة الاصطناعية (SAR)، مع تتبع أهداف متعددة في نطاقات تزيد عن 80 نمي (150 كم). الهوائي مائل للخلف للتسلل. يكمل الرادار AAQ-37 DAS، والذي يتكون من ستة مستشعرات تعمل بالأشعة تحت الحمراء توفر تحذيرًا من إطلاق الصواريخ من جميع الجوانب وتتبع الهدف؛ ويعمل نظام DAS كبرنامج بحث وتتبع بالأشعة تحت الحمراء للوعي بالحالة (SAIRST) ويعطي الطيار صورًا كروية بالأشعة تحت الحمراء ورؤية ليلية على حاجب الخوذة. ويحتوي نظام الحرب الإلكترونية ASQ-239 Barracuda على عشرة هوائيات تردد لاسلكي مدمجة في حواف الجناح والذيل لمستقبل تحذير الرادار من جميع الجوانب (RWR). كما أنه يوفر اندماجًا مستشعرًا لوظائف تتبع ترددات الراديو والأشعة تحت الحمراء، واستهداف تهديد تحديد الموقع الجغرافي، وتدابير مضادة للصور متعددة الأطياف للدفاع عن النفس ضد الصواريخ. نظام الحرب الإلكترونية قادر على الكشف والتشويش ضد الرادارات المعادية. يتم تثبيت AAQ-40 EOTS داخليًا خلف نافذة ذات جوانب منخفضة يمكن ملاحظتها أسفل الأنف وتؤدي وظائف استهداف الليزر والأشعة تحت الحمراء التطلعية (FLIR) ووظائف IRST بعيدة المدى. تستخدم مجموعة ASQ-242 CNI نصف دزينة من الروابط المادية المختلفة، بما في ذلك رابط البيانات المتقدم متعدد الوظائف (MADL)، لوظائف CNI السرية. من خلال اندماج المستشعرات، يتم دمج المعلومات الواردة من مستقبلات التردد اللاسلكي وأجهزة استشعار الأشعة تحت الحمراء لتشكيل صورة تكتيكية واحدة للطيار. ويمكن تقاسم التوجيه الهدف وتحديده من جميع الجوانب من خلال MDL مع منصات أخرى دون المساس بقلة إمكانية المراقبة، بينما تتوفر رابطة بيانات Link 16 للاتصال بالأنظمة القديمة.
تم تصميم إف-35 منذ البداية لدمج المعالجات والمستشعرات وتحسينات البرامج المحسّنة على مدار عمرها الافتراضي. تم التخطيط لتحديث التكنولوجيا 3، والذي يتضمن معالجًا أساسيًا جديدًا وشاشة قمرة قيادة جديدة، لطائرات Lot 15. عرضت شركة لوكهيد مارتن نظام EOTS المتقدم لتكوين Block 4؛ يتلاءم المستشعر المحسن مع نفس المنطقة مثل خط EOTS الأساسي مع الحد الأدنى من التغييرات. في يونيو 2018، اختارت شركة لوكهيد مارتن النظام المقدم من رايثون لتحسين DAS. درست القوات الجوية الأمريكية إمكانية قيام مقاتلات F-35 بتنظيم هجمات بواسطة مركبات جوية قتالية بدون طيار (UCAVs) عبر مستشعراتها ومعدات اتصالاتها.

### التخفي والتوقيعات

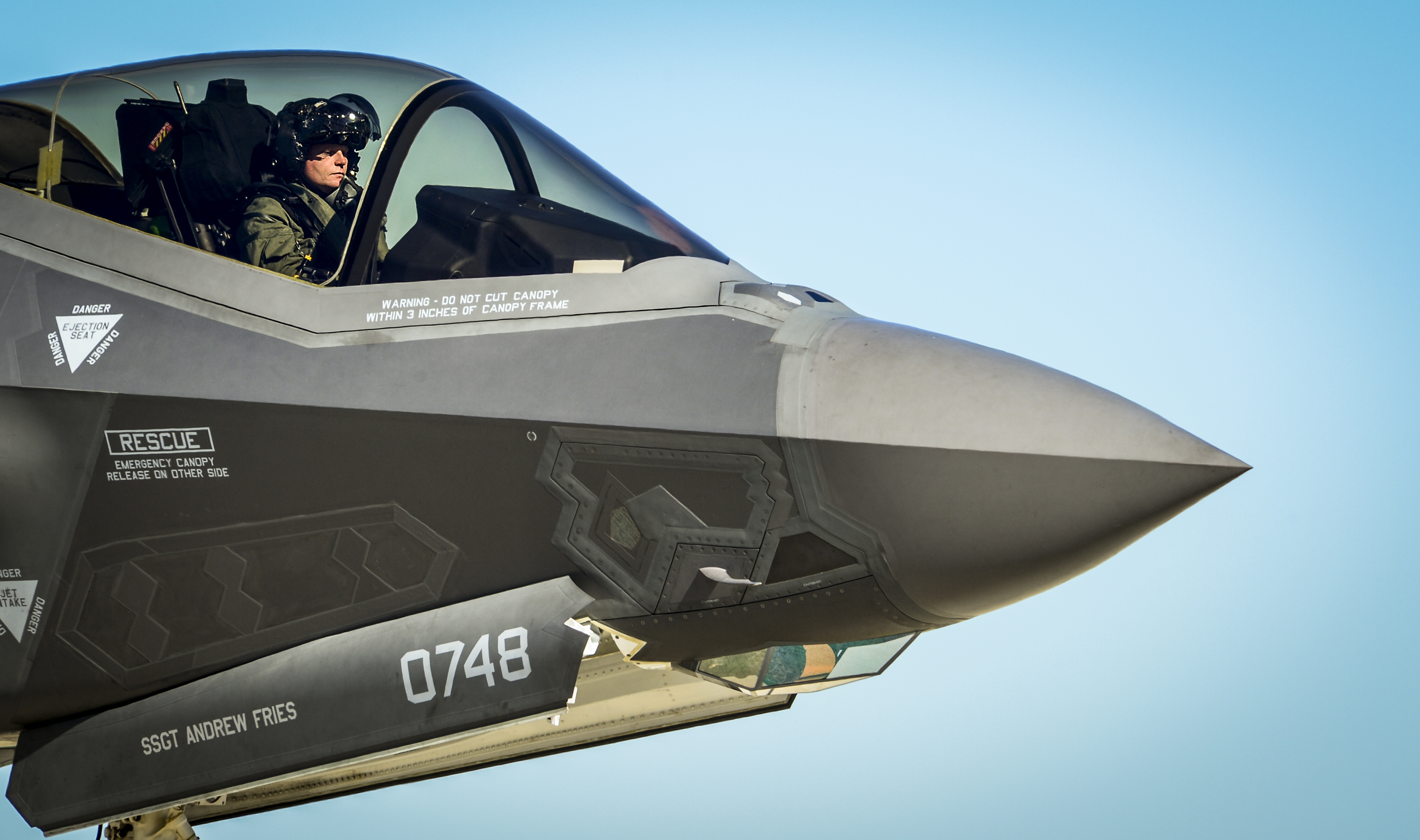
لاحظ تصميم سن المنشار على باب جهاز الهبوط ولوحات الوصول

التخفي هو أحد الجوانب الرئيسية لتصميم الإف-35، ويتم تقليل المقطع العرضي للرادار (RCS) من خلال التشكيل الدقيق لهيكل الطائرة واستخدام المواد الماصة للرادار (RAM)؛ تشمل التدابير المرئية لتقليل المقطع الراداري لمحاذاة الحواف، وتسنن ألواح الجلد، وإخفاء وجه المحرك والتوربين. بالإضافة إلى ذلك، يستخدم المدخل الأسرع من الصوت (DSI) للطائرة إف-35 نتوءًا مضغوطًا وغطاءًا مائلًا للأمام بدلاً من فجوة الفاصل أو نظام التخفي لتحويل الطبقة الحدودية بعيدًا عن مجرى المدخل، والقضاء على تجويف المحول وتقليل المقطع الراداري بشكل أكبر. تم تصنيف المقطع الراداري للإف-35 على أنها أقل من كرة الجولف المعدنية عند ترددات وزوايا معينة؛ في بعض الظروف، تقارن طائرة الإف-35 بشكل إيجابي مع إف-22 في التخفي. لقابلية الصيانة، واخذت الإف-35 تصميمها الشبحي الفريد من الدروس المستفادة من الإف-22؛ الطلاء الليفي الماص للرادار على الإف-35 أكثر جودة ومتانة ويتطلب صيانة أقل من المعاطف القديمة. قامت الطائرة أيضًا بتقليل الانبعاثات الحرارية كالأشعة تحت الحمراء والتوقيعات المرئية بالإضافة إلى ضوابط صارمة على بواعث التردد اللاسلكي لمنع اكتشافها. ويركز تصميم الإف-35 الخفي بشكل أساسي على الأطوال الموجية عالية التردد للنطاق X؛ ويمكن للرادارات منخفضة التردد رصد الطائرات المتخفية بسبب تشتت رايلي، ولكن هذه الرادارات تكون أيضًا واضحة، وعرضة للفوضى، وتفتقر إلى الدقة. ولإخفاء المقطع الراداري، يمكن للطائرة تركيب أربعة عاكسات عدسة لونبورغ (Luneburg lens).
تسببت الضوضاء الصادرة عن الإف-35 في مخاوف في المناطق السكنية بالقرب من القواعد المحتملة للطائرة، وطلب السكان بالقرب من قاعدتين من هذا القبيل - قاعدة لوك الجوية، وأريزونا، وقاعدة إيجلين الجوية، فلوريدا - دراسات التأثير البيئي في عامي 2008 و2009 على التوالي. على الرغم من أن مستوى الضوضاء بالديسيبل كان مشابهًا لتلك الخاصة بالمقاتلات السابقة مثل الإف-16، إلا أن قوة الصوت للإف-35 أقوى خاصة عند الترددات المنخفضة. أشارت المسوحات والدراسات اللاحقة إلى أن ضوضاء الطائرة الإف-35 لم تكن مختلفة بشكل ملحوظ عن الإف-16 والإف-18، على الرغم من أن الضوضاء المنخفضة التردد الأكبر كانت ملحوظة لبعض المراقبين.

### قمرة القيادة

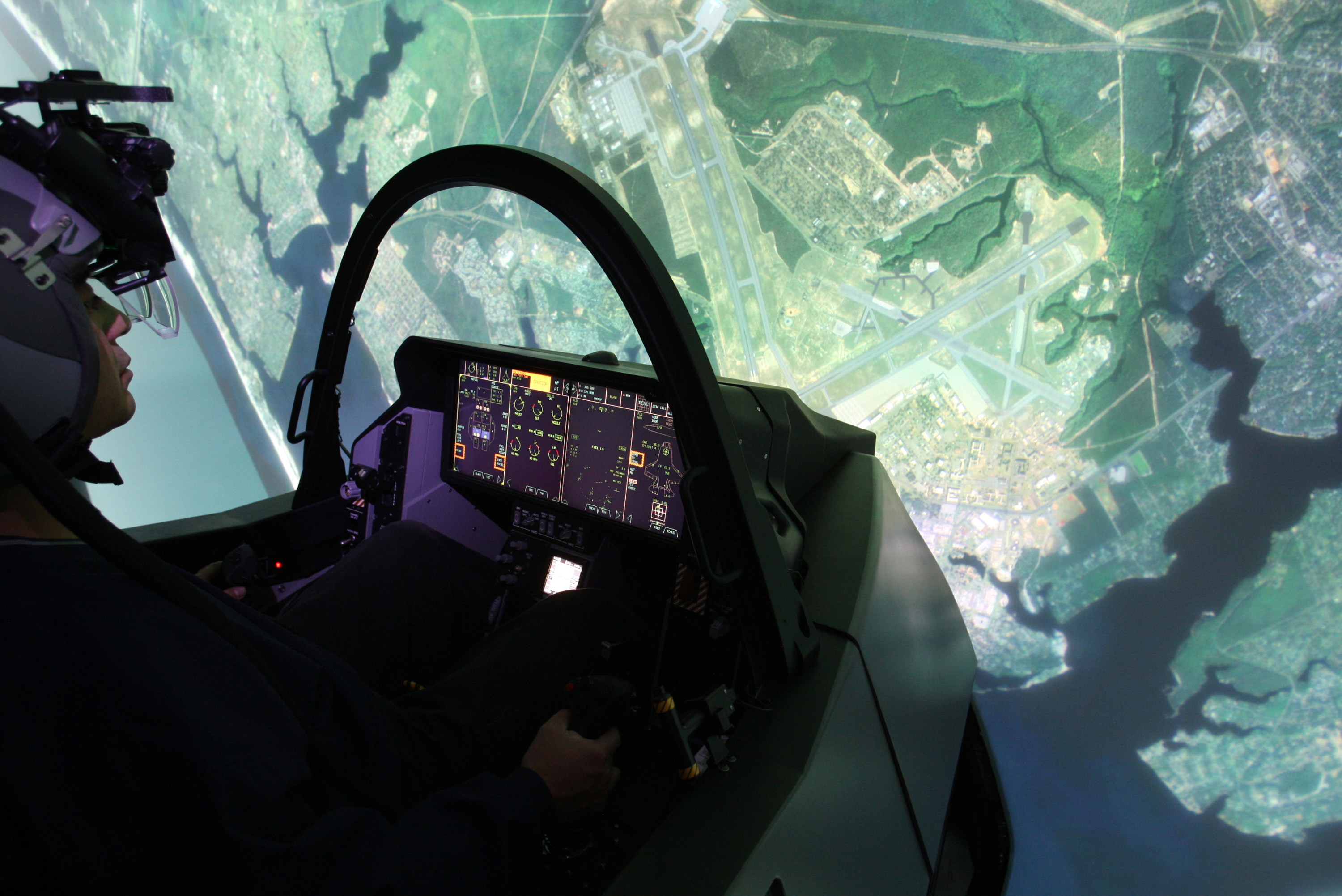
محاكي الإف-35

تم تصميم قمرة القيادة الزجاجية لإعطاء الطيار وعي جيد بالموقف. الشاشة الرئيسية عبارة عن شاشة لمس بانورامية مقاس 20×8 بوصات (50×20 سم)، تعرض أدوات الطيران وإدارة المخازن ومعلومات CNI والتحذيرات والتحذيرات المتكاملة؛ يمكن للطيار تخصيص ترتيب المعلومات. يوجد أسفل الشاشة الرئيسية شاشة استعداد أصغر حجمًا. قمرة القيادة لديها نظام التعرف على الكلام الذي طورته شركة أديسل (Adacel). لا تحتوي الإف-35 على شاشة عرض رأسية؛ بدلاً من ذلك، يتم عرض معلومات الرحلة والقتال على قناع خوذة الطيار في نظام عرض مثبت على خوذة (HMDS). المظلة المكونة من قطعة واحدة معلقة في المقدمة ولها إطار داخلي للقوة الهيكلية. يتم تشغيل مقعد الطرد US16E الذي صممتة شركة مارتن بيكر بواسطة نظام مزدوج المنجنيق مثبت على قضبان جانبية. توجد عصا جانبية على الجانب الأيمن ونظام دواسة الوقود اليدوي. لدعم الحياة، تم تجهيز وتشغيل نظام توليد الأكسجين على متن الطائرة (OBOGS) بواسطة حزمة الطاقة المتكاملة (IPP)، مع زجاجة أكسجين إضافية ونظام أكسجين احتياطي لحالات الطوارئ.

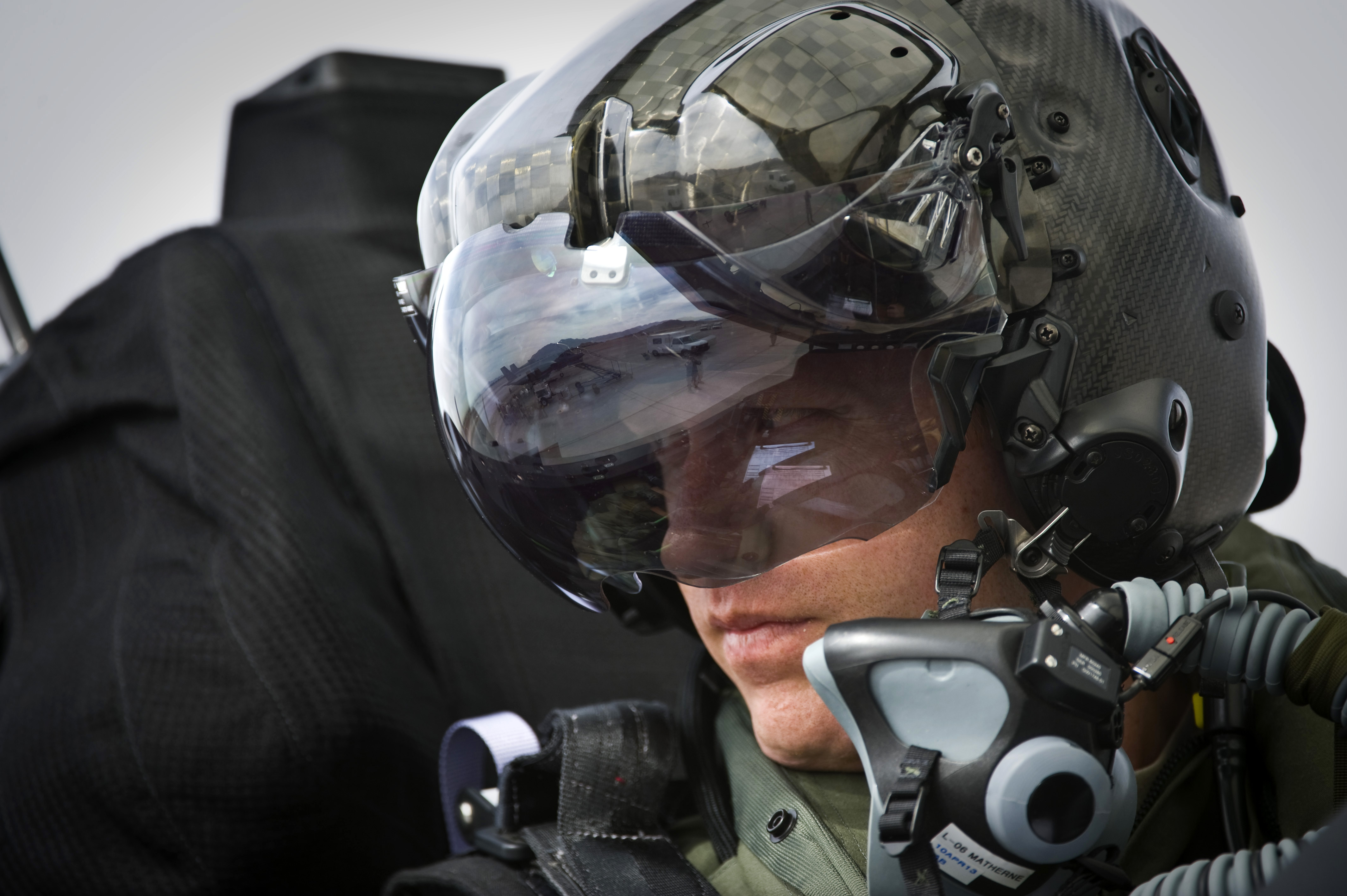
نظام عرض الخوذة الخاصة بالإف-35

إن عرض خوذة Vision Systems International، هو جزء أساسي من واجهة الإف-35 بين الإنسان والآلة. بدلاً من شاشة العرض العلوية المثبتة على لوحة القيادة الخاصة بالمقاتلين السابقين، تضع HMDS معلومات الطيران والقتال على حاجب الخوذة، مما يسمح للطيار برؤيته بغض النظر عن الطريقة التي يواجهها. يمكن عرض صور الرؤية الليلية والأشعة تحت الحمراء من نظام الفتحة الموزعة مباشرة على HMDS وتمكن الطيار من «الرؤية من خلال» الطائرة. يسمح نظام HDMS للإف-35 بإطلاق الصواريخ على الأهداف حتى عندما يكون أنف الطائرة يشير إلى مكان آخر من خلال توجيه باحث الصواريخ بزوايا عالية خارج خط التسديد. كل خوذة تكلف 400000 دولار. وتزن HMDS أكثر من الخوذات التقليدية، وهناك مخاوف من أنها يمكن أن تعرض الطيارين خفيفي الوزن للخطر أثناء طردهم.
نظرًا لمشاكل الاهتزاز والارتعاش والرؤية الليلية وشاشة المستشعر في HMDS أثناء التطوير، أصدرت شركة لوكهيد مارتن وElbit للأنظمة مسودة المواصفات في عام 2011 لبديل HMDS استنادًا إلى نظارات الرؤية الليلية AN/AVS-9 كنسخة احتياطية، مع اختيار BAE للأنظمة في وقت لاحق من ذلك العام. ستكون هناك حاجة إلى إعادة تصميم قمرة القيادة لاعتماد نظام HMDS بديل. بعد التقدم المحرز في خوذة خط الأساس، توقف تطوير HMDS البديلة في أكتوبر 2013. وفي عام 2016، تم تقديم خوذة Gen 3 المزودة بكاميرا رؤية ليلية محسنة وشاشات عرض بلورية سائلة جديدة ومحاذاة آلية وتحسينات البرامج مع LRIP lot 7.

### التسليح
للحفاظ على المقطع الراداري المنخفض، تحتوي الإف-35 على فتحتين داخليتين للأسلحة مع أربع نقاط تعليق. يمكن أن تحمل كل من محطتي الأسلحة الخارجيتين ذخائر تصل إلى 2500 رطل (1100 كجم)، أو 1500 رطل (680 كجم) للإف-35 B، بينما تحمل المحطتان الداخليتان صواريخ جو-جو. تشمل أسلحة جو-أرض للمحطة الخارجية ذخيرة الهجوم المباشر المشترك (JDAM)، وسلسلة قنابل بيفواي (Paveway)، وسلاح المواجهة المشتركة (JSOW)، والذخائر العنقودية (موزع الذخائر المصوبة بالرياح). يمكن أن تحمل المحطة أيضًا على العديد من الذخائر الأصغر مثل GBU-39 صغيرة القطر (SDB) و GBU-53/B SDB II وصواريخ SPEAR 3 المضادة للدبابات؛ يمكن حمل ما يصل إلى أربع وحدات SDB لكل محطة للطائرات إف-35 A وإف-35 C، وثلاثة من طراز إف-35 B. يمكن أن تحمل المحطة الداخلية صاروخ إيه آي إم-120 أمرام. وتحتوي مقصورتان خلف فتحات الأسلحة على مشاعل حرارية لتضليل الصواريخ.

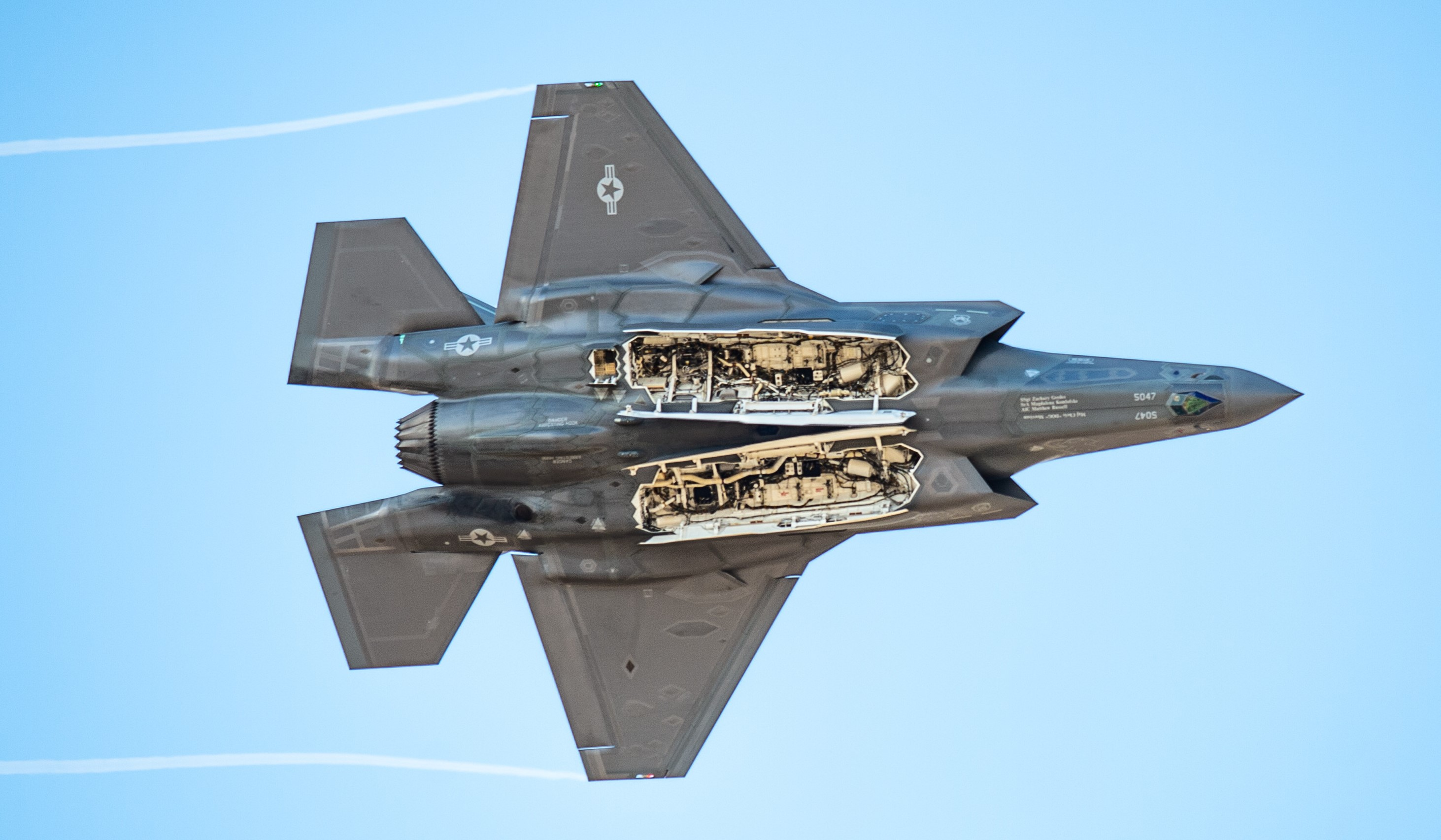
الإف-35 F مع فتح جميع أبواب حظائر الأسلحة

يمكن للطائرة استخدام ست نقاط تعليق خارجية للمهام التي لا تتطلب التخفي. يمكن لكل من طرفي الجناح أن تحمل إيه آي إم-9 X أوإيه آي إم-132 أسرام ويتم تثبيتها للخارج لتقليل المقطع العرضي للرادار. بالإضافة إلى ذلك، يحتوي كل جناح على محطة داخلية تبلغ 5000 رطل (2300 كجم) ومحطة وسطى تبلغ 2500 رطل (1100 كجم)، أو1500 رطل (680 كجم) للطائرة إف-35 B. يمكن لمحطات الأجنحة الخارجية حمل أسلحة جو-أرض كبيرة لا يمكن وضعها داخل فتحات الأسلحة مثل صاروخ الكروز جو-أرض إيه جي إم-158 (JASSM). يمكن تحميل ثماني صواريخ أمرام وصاروخي سايدويندر جو-جو باستخدام محطات أسلحة داخلية وخارجية؛ يمكن أيضًا ترتيب تكوين ستة قنابل 2000 رطل (910 كجم) واثنتين من طراز أمرام واثنتين من طراز سايدويندر. الإف-35 A مسلحة بمدفع دوّار عيار 25 ملم GAU-22/A مثبت داخليًا بالقرب من جذر الجناح الأيسر مع 182 طلقة محمولة؛ البندقية أكثر فعالية ضد الأهداف الأرضية من المدفع عيار 20 ملم الذي يحمله مقاتلات سلاح الجو الأمريكي الآخر. لا تحتوي الإف-35 B والإف-35 C على مدفع داخلي، وبدلاً من ذلك يمكن استخدام بود Terma A/S متعدد المهام (MMP) الذي يحتوي على المدفع GAU-22/A و220 طلقة؛ يتم تثبيت الكبسولة على الخط المركزي للطائرة وتشكيلها لتقليل المقطع العرضي للرادار. وبدلاً من المدفع، يمكن أيضًا استخدام الحجرة في معدات وأغراض مختلفة، مثل الحرب الإلكترونية أو الاستطلاع الجوي أو الرادار التكتيكي المواجه للخلف.
تقوم شركة لوكهيد مارتن بتطوير حامل أسلحة يسمى Sidekick والذي ستمكن نقطة التعليق الداخلية والخارجية من حمل صاروخين من طراز أمرام، وبالتالي زيادة الحمولة الداخلية جوًا إلى ستة صواريخ، معروضة حاليًا للمربع 4. سيكون للمربع 4 أيضًا خط هيدروليكي مُعاد ترتيبه وقوس للسماح للطائرة إف-35 B بحمل أربع وحدات SDB لكل محطة خارجية داخلية؛ ومن المقرر أيضًا تكامل MBDA ميتور. تخطط USAF و USN لدمج الصاروخ إيه جي إم-88 هارم-ER داخليًا في إف-35 A وإف-35 C. النرويج وأستراليا تمولان تكييف صاروخ الضربة البحرية (NSM) للطائرة إف-35؛ صواريخ سترايك المشتركة (JSM)، يمكن حمل صاروخين داخليًا مع أربعة إضافية من الخارج. من المقرر تسليم الأسلحة النووية عبر النقل الداخلي للقنبلة النووية بي 61 في بلوك 4B في عام 2024. ويجري حاليا النظر في كل من القذائف فائقة الصوت وأسلحة الطاقة المباشرة مثل الليزر المستخدم في الحالة الصلبة على أنها عمليات تحديث مستقبلية. تقوم شركة لوكهيد مارتن بدراسة دمج ألياف الليزر التي تستخدم الحزمة الطيفية التي تجمع بين عدة وحدات ليزرية فردية في حزمة واحدة عالية الطاقة يمكن قياسها إلى مستويات مختلفة.
تخطط القوات الجوية الأمريكية للطائرة إف-35 A لتولي مهمة الدعم الجوي القريب (CAS) في البيئات المتنازع عليها؛ وسط انتقادات بأنها ليست مناسبة تمامًا لمنصة هجوم مخصصة، ركز رئيس أركان القوات الجوية الأمريكية، مارك ويلزي، على أسلحة طلعات CAS، بما في ذلك الصواريخ الموجهة، وصواريخ التفتيت التي تتحطم في المقذوفات الفردية قبل الاصطدام، وذخيرة أكثر إحكاما من أجل أعلى سعة البنادق. تخلق الرؤوس الحربية للصواريخ المجزأة تأثيرات أكبر من قذائف المدفع حيث أن كل صاروخ يخلق «انفجارًا بألف طلقة»، مما يؤدي إلى إطلاق مقذوفات أكثر من قصف.

### المحرك
يتم تشغيل الطائرة ذات المحرك الواحد بواسطة برات أند ويتني إف-135 بقوة دفع تبلغ 43000 رطل (191 كيلو نيوتن). مشتق من برات أند ويتني إف-119 المستخدم بواسطة الإف-22، ويحتوي المحرك إف-135 على مروحة أكبر ونسبة تجاوز أعلى لزيادة كفاءة الوقود دون سرعة الصوت، وعلى عكس الإف-119، لم يتم تحسينه لرحلات الطيران الفائقة. ويساهم المحرك في تخفي الإف-35 من خلال وجود معزز منخفض الملاحظة، أو احتراق لاحق، يشتمل على حاقنات وقود في دوارات منحنية سميكة؛ يتم تغطية هذه الريش بمواد ماصة للرادار من السيراميك وتخفي التوربين. كان للمضخم الخفي مشاكل مع نبضات الضغط، أو «الصرير»، على ارتفاع منخفض وسرعة عالية في وقت مبكر من تطويره. وتتكون الفوهة ذات المحور المنخفض التي يمكن ملاحظتها من 15 لوحة متداخلة جزئيًا تخلق نمطًا مسننًا عند الحافة الخلفية، مما يقلل من توقيع الرادار ويخلق دوامات سقيفة تقلل من توقيع الأشعة تحت الحمراء لعمود العادم. نظرًا لأبعاد المحرك الكبيرة، كان على USN تعديل نظام التجديد الجاري لتسهيل الدعم اللوجستي في البحر.

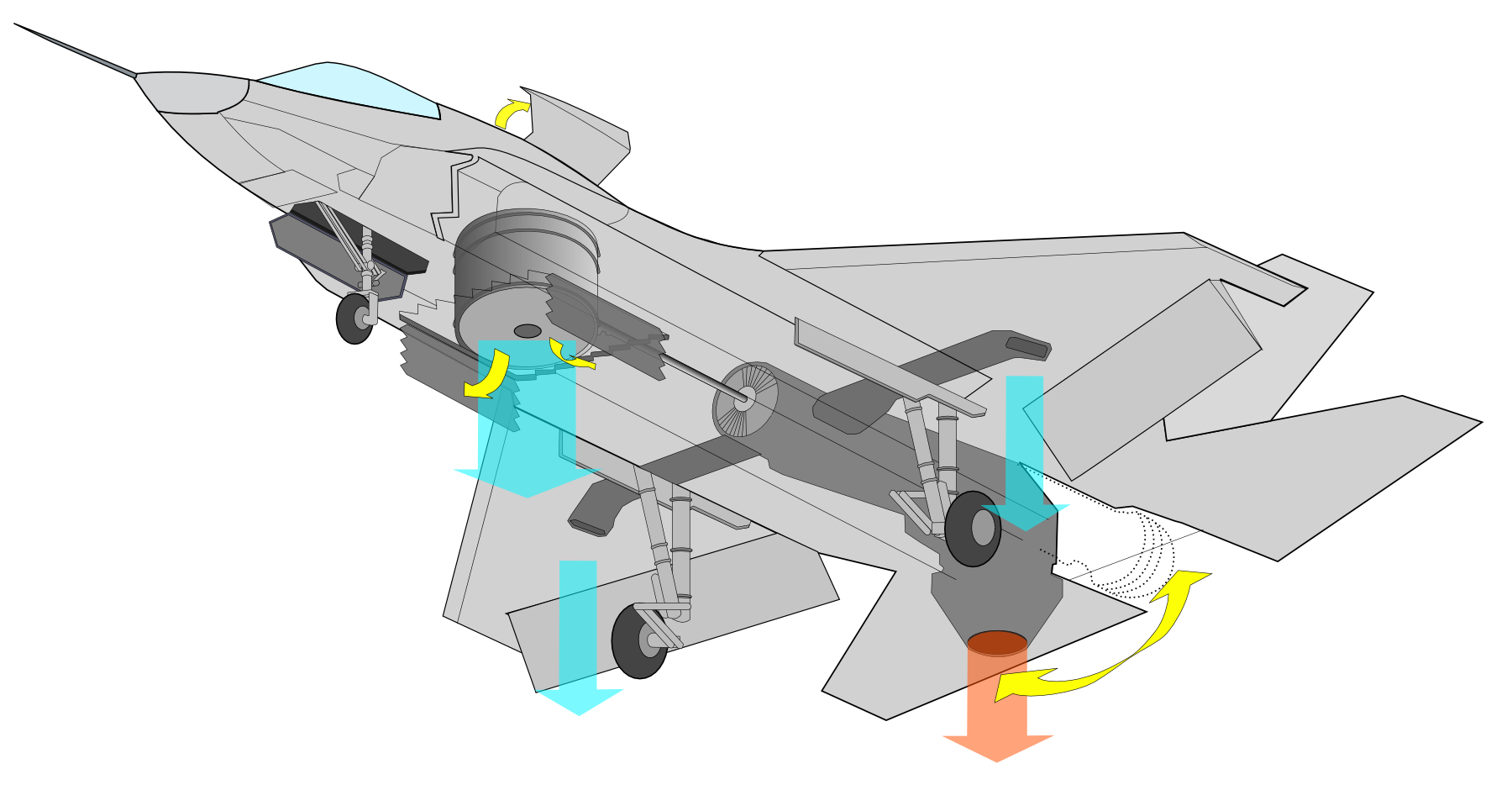
فوهة الدوران والمروحة الرافعة ومنافذ التحكم في الدحرجة

يشتمل الإصدار إف-135-PW-600 للطائرة الإف-35 B على SDLF للسماح بعمليات STOVL. من تصميم شركة لوكهيد مارتن وطورتها شركة رولز رويس، ويتكون SDLF، المعروف أيضًا باسم Rolls-Royce Lift System، من مروحة الرفع، وعمود الإدارة، واثنين من أعمدة الأسطوانة، و«وحدة دوارة ثلاثية المحامل» (3BSM). تسمح فوهة الدفع الموجهة 3BSM بانحراف عادم المحرك الرئيسي إلى أسفل عند ذيل الطائرة ويتم تحريكه بواسطة مشغل «فلودروليكي» يستخدم وقودًا مضغوطًا كسائل عمل. على عكس محرك هارير رولز رويس بيغاسوس (Pegasus) الذي يستخدم بالكامل الدفع المباشر للمحرك للرفع، يعمل نظام الإف-35 B على زيادة دفع الفوهة الدوارة بمروحة الرفع؛ يتم تشغيل المروحة بواسطة التوربينات ذات الضغط المنخفض من خلال عمود إدارة عند تعشيقها مع القابض ووضعها بالقرب من مقدمة الطائرة لتوفير قوة دفع موازنة. يتم تحقيق التحكم في الالتفاف أثناء الطيران البطيء عن طريق تحويل الهواء الجانبي غير المسخن للمحرك من خلال فوهات دفع مثبتة على الأجنحة تسمى أعمدة الدوران.
تم تطوير محرك بديل، جنرال إلكتريك/رولز رويس إف-136، في العقد الأول من القرن الحادي والعشرين؛ في الأصل، تم طرح محركات الإف-35 من Lot 6 فصاعدًا بشكل تنافسي. باستخدام تقنية من جنرال إلكتريك واي إف-120، زُعم أن المحرك إف-136 بهامش درجة حرارة أكبر من المحرك إف-135. وتم إلغاء إف-136 في ديسمبر 2011 بسبب نقص التمويل.
وفي عام 2016، تم إطلاق برنامج نقل المحرك التكيفي (AETP) لتطوير واختبار محركات الدورة التكيفية، مع أحد التطبيقات المحتملة الرئيسية وهو إعادة تشغيل الإف-35. ة حصلت كل من جنرال إلكتريك وبرات أند ويتني على عقود لتطوير 45000 رطل (200 كيلو نيوتن) من فئة المتظاهرين، مع التعيينات XA100 وXA101 على التوالي. في عام 2017، أعلنت وبرات أند ويتني إف135 عن Growth Option 1.0 و2.0؛ كان خيار النمو 1.0، الذي انتهى من الاختبار وكان جاهزًا للإنتاج في مايو 2017، عبارة عن ترقية لوحدة الطاقة قدمت تحسينًا في الدفع بنسبة 6-10٪ وتقليل حرق الوقود بنسبة 5-6٪. يمكن تعديل وحدة الطاقة على المحركات القديمة وإضافتها بسلاسة إلى المحركات المستقبلية بتكلفة منخفضة مع عدم وجود تأثير على التسليم. سيكون خيار النمو 2.0 هو الدورة التكيفية XA101. في يونيو 2018، غيرت شركة برات أند ويتني خطتها التطويرية للمحرك إف-135، وبدلا من ذلك، قدم مروحة ذات ثلاثة تيارات قابلة للتكيف كخيار النمو 2.0 منفصل عن XA101، الذي سيكون له بدلا من ذلك قلب محرك جديد.

### الصيانة واللوجستيات
تم تصميم الطائرة الإف-35 لتتطلب صيانة أقل من الطائرات الشبح السابقة. حوالي 95٪ من جميع الأجزاء القابلة للاستبدال في الحقل هي «واحدة عميقة one deep» - أي أنه لا داعي لإزالة أي شيء آخر للوصول إلى الجزء المطلوب؛ على سبيل المثال، يمكن استبدال مقعد الإخراج دون إزالة المظلة. تحتوي الطائرة الإف-35 على مادة ماصة للرادار من الألياف (RAM) ممزوجة في السطح، وهي أكثر متانة وأسهل في العمل وأسرع في المعالجة من طلاءات RAM القديمة؛ يتم حاليًا النظر في طلاءات مماثلة للتطبيق على طائرات الشبح القديمة مثل الإف-22. أدى تآكل سطح على الإف-22 إلى قيام مصممي الإف-35 باستخدام حشو فجوة السطح أقل تآكلًا كلفانيًا واستخدام فجوات أقل في سطح هيكل الطائرة الذي يحتاج إلى حشو وتصريف أفضل. يستخدم نظام التحكم في الطيران المحركات الكهروهيدروستاتيكية بدلاً من الأنظمة الهيدروليكية التقليدية. يمكن تشغيل هذه الضوابط بواسطة بطاريات الليثيوم أيون في حالة الطوارئ. سمح القواسم المشتركة بين المتغيرات المختلفة لـ USMC بإنشاء أول مفرزة تدريب ميداني لصيانة الطائرات لتطبيق دروس USAF على عمليات الإف-35 الخاصة بهم.
كان القصد من الإف-35 أن يتم دعمه بواسطة نظام إدارة الصيانة المحوسب المسمى نظام المعلومات اللوجستية الذاتية (ALIS). من حيث المفهوم، يمكن صيانة أي طائرة في أي منشأة صيانة من طراز إف-35 ولجميع الأجزاء التي يتم تتبعها ومشاركتها عالميًا حسب الحاجة. نظرًا للعديد من المشكلات، مثل التشخيصات غير الموثوقة، ومتطلبات الاتصال المفرطة، ونقاط الضعف الأمنية، يخطط مسؤولو البرنامج لاستبدال ALIS بالشبكة المتكاملة لبيانات التشغيل المستندة إلى السحابة (ODIN) بحلول عام 2022.

## تاريخ التشغيل

### اختبارات
قامت أول طائرة من طراز إف-35 A الـ AA-1، بتشغيل محركها في سبتمبر 2006 وحلقت لأول مرة في 15 ديسمبر 2006. وعلى عكس جميع الطائرات اللاحقة ، لم يكن لدى AA-1 تحسين الوزن من SWAT؛ وبالتالي، فقد اختبرت بشكل أساسي الأنظمة الفرعية الشائعة للطائرات اللاحقة، مثل الدفع، والنظام الكهربائي، وشاشات قمرة القيادة. تم سحب هذه الطائرة من اختبار الطيران في ديسمبر 2009 واستخدمت في اختبار الذخيرة الحية في بحيرة الصين الوطنية.
طارت أول طائرة من طراز إف-35 B الـ BF-1، في 11 يونيو 2008، بينما حلقت أول طائرة من طراز إف-35 A وإف-35 C وAF-1 وCF-1 في 14 نوفمبر 2009 و 6 يونيو 2010 على التوالي. كان أول تحليق لطائرة إف-35 B في 17 مارس 2010، تلاها أول هبوط عمودي في اليوم التالي. تتألف قوة الاختبار المتكاملة من طراز إف-35 (ITF) من 18 طائرة في قاعدة إدواردز الجوية ومحطة باتوكسنت الجوية البحرية. قامت تسع طائرات في Edwards، وخمس طائرات إف-35 A، وثلاث طائرات من طراز إف-35 B، وواحدة من طراز إف-35 C، بإجراء اختبارات علوم الطيران مثل توسيع المغلف إف-35 A، وأحمال الرحلات الجوية، وفصل المتاجر، بالإضافة إلى اختبار أنظمة المهام. كانت الطائرات التسع الأخرى في نهر باتوكسنت ، وخمس طائرات من طراز إف-35 B وأربع طائرات من طراز إف-35 C، مسؤولة عن توسيع مغلف إف-35 B وC واختبار ملاءمة STOVL و CV. تم إجراء اختبار ملاءمة إضافي للناقلات في قسم الطائرات التابع لمركز الحرب الجوية البحرية في ليكهورست ، نيو جيرسي. تم استخدام طائرتين غير طائرتين من كل نوع لاختبار الأحمال الثابتة والتعب. لاختبار إلكترونيات الطيران وأنظمة المهام ، تم استخدام طائرة بوينج 737-300 معدلة مع نسخة من قمرة القيادة ، لوكهيد مارتن كاتبيرد. تم إجراء اختبار ميداني لأجهزة استشعار إف-35 أثناء تمرين Northern Edge 2009 و2011، والتي كانت بمثابة خطوات مهمة للحد من المخاطر.

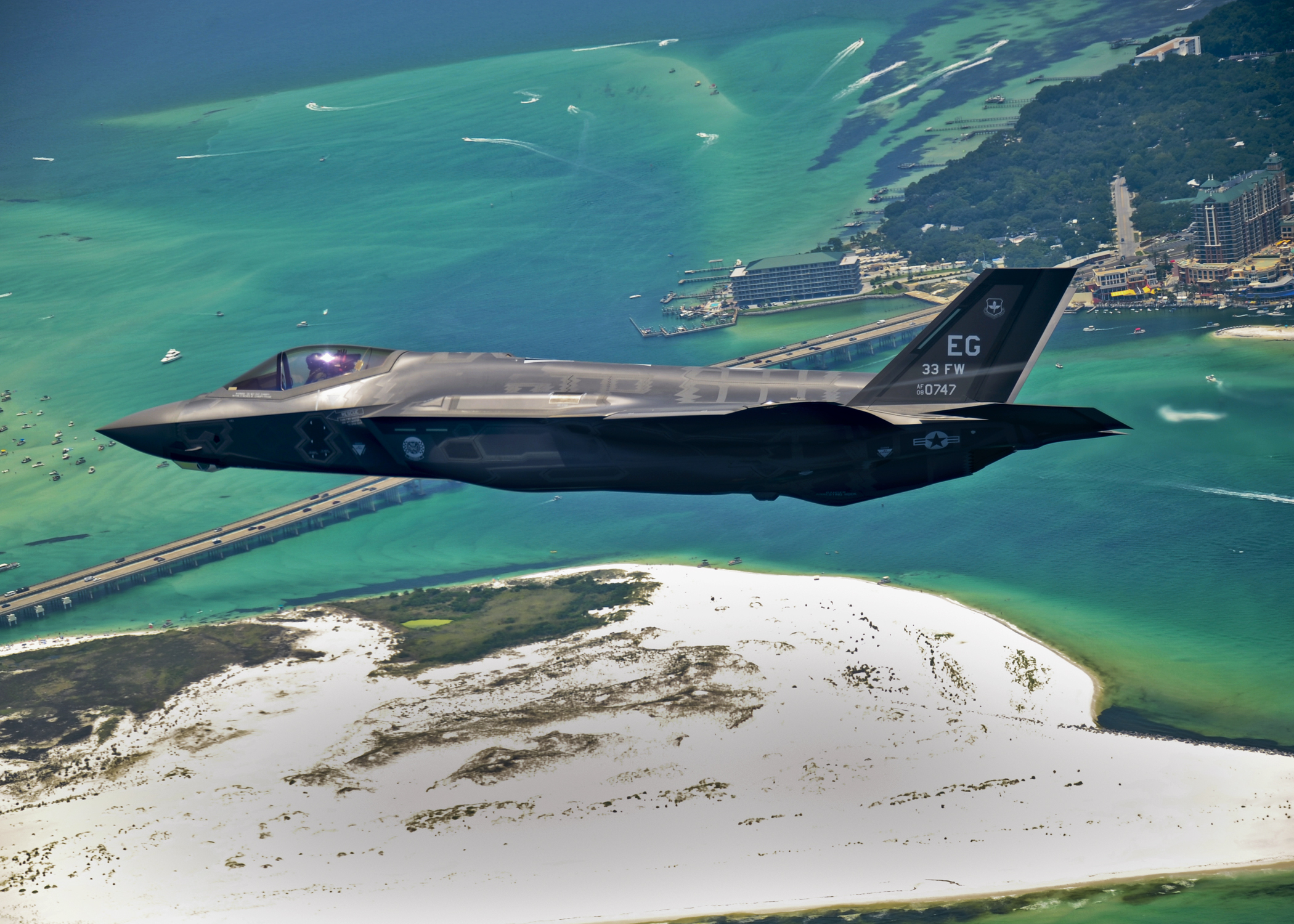
تم تسليم أول طائرة من طراز إف-35 للقوات الجوية الأمريكية في رحلة التسليم إلى قاعدة إيجلين الجوية في يوليو 2011.

كشفت اختبارات الطيران عن العديد من أوجه القصور الخطيرة التي تطلبت إعادة تصميم مكلفة، وتسببت في حدوث تأخيرات، وأسفرت عن العديد من عمليات التأريض على مستوى الأسطول. في عام 2011، فشلت الطائرة إف-35 C في الإمساك بسلك التوقيف في جميع اختبارات الهبوط الثمانية؛ تم تسليم خطاف الذيل المعاد تصميمه بعد ذلك بعامين., بحلول يونيو 2009، تم إنجاز العديد من أهداف اختبار الطيران الأولية ولكن البرنامج كان متأخرًا عن الجدول الزمني. كانت البرامج وأنظمة المهام من بين أكبر مصادر التأخير في البرنامج ، حيث أثبت اندماج المستشعرات صعوبة خاصة. في اختبار التعب، عانت الطائرة إف-35 B من العديد من التشققات المبكرة، مما تطلب إعادة تصميم الهيكل. تم التخطيط حاليًا لطائرة ثالثة من طراز إف-35 B غير طائرة لاختبار الهيكل المعاد تصميمه. كان لدى إف-35 B وC أيضًا مشاكل مع ذيول أفقية تعاني من أضرار الحرارة بسبب استخدام الحارق اللاحق لفترات طويلة. كما واجهت قوانين مراقبة الرحلات المبكرة مشاكل في «هبوط الجناح»، كما جعلت الطائرة راكدة، حيث أجريت إختبارات زوايا هجومية عالية في عام 2015 ضد طائرة من طراز إف-16 تظهر نقصا في الطاقة.
تم إجراء اختبار إف-35 B في البحر لأول مرة على متن USS Wasp. في أكتوبر 2011، أجرت طائرتان من طراز إف-35 B ثلاثة أسابيع من التجارب البحرية الأولية، تسمى اختبار التطوير الأول. بدأت التجارب البحرية الثانية من طراز إف-35 B، اختبار التطوير II، في أغسطس 2013، مع اختبارات تشمل العمليات الليلية ؛ أكملت طائرتان 19 هبوطًا رأسيًا ليلا باستخدام صور DAS. تم إجراء أول اختبار تشغيلي يتضمن ستة طائرات من طراز إف-35 B على دبور في مايو 2015. اكتمل اختبار التطوير النهائي الثالث على يو إس إس أمريكا الذي يتضمن عمليات في ولايات أعالي البحار في أواخر عام 2016. أجرت طائرة تابعة للبحرية الملكية من طراز إف-35 أول هبوط «متدحرج» على متن السفينة HMS Queen Elizabeth في أكتوبر 2018.
بعد وصول خطاف الذيل المعاد تصميمه، بدأ اختبار التطوير الأول القائم على الناقل إف-35 C في نوفمبر 2014 على متن حاملة الطائرات نيميتز وركز على عمليات الناقل اليومية الأساسية ووضع إجراءات التعامل مع الإطلاق والاسترداد. تم إجراء اختبار التطوير II، الذي ركز على العمليات الليلية وتحميل الأسلحة وإطلاق الطاقة الكاملة، في أكتوبر 2015. وتم الانتهاء من اختبار التطوير النهائي III في أغسطس 2016، وشمل اختبارات الأحمال غير المتماثلة وأنظمة التصديق لمؤهلات الهبوط والتشغيل البيني. بدأ الاختبار التشغيلي للطائرة إف-35 C في عام 2018.
لقد أخفقت موثوقية إف-35 وتوافرها عن تلبية المتطلبات، خاصة خلال السنوات الأولى من الاختبار. لقد ابتلي نظام الصيانة والخدمات اللوجستية ALIS بمتطلبات الاتصال المفرطة والتشخيصات الخاطئة. في أواخر عام 2017، ذكر مكتب المساءلة الحكومية أن الوقت اللازم لإصلاح جزء من طراز إف-35 بلغ 172 يومًا، وهو «ضعف هدف البرنامج»، وأن النقص في قطع الغيار كان مهينًا للاستعداد. في عام 2019، بينما حققت الوحدات الفردية من طراز إف-35 معدلات قادرة على أداء المهام تتجاوز الهدف المحدد بنسبة 80٪ لفترات قصيرة أثناء العمليات المنتشرة ، ظلت المعدلات على مستوى الأسطول أقل من الهدف. كما لم يتم تحقيق هدف توافر الأسطول البالغ 65٪، على الرغم من أن الاتجاه يظهر تحسنًا. لا تزال دقة بندقية إف-35 A غير مقبولة.
بدأ الاختبار والتقييم التشغيلي (OT&E) مع Block 3F، التكوين النهائي لـ SDD، في ديسمبر 2018.

### الولايات المتحدة الأمريكية

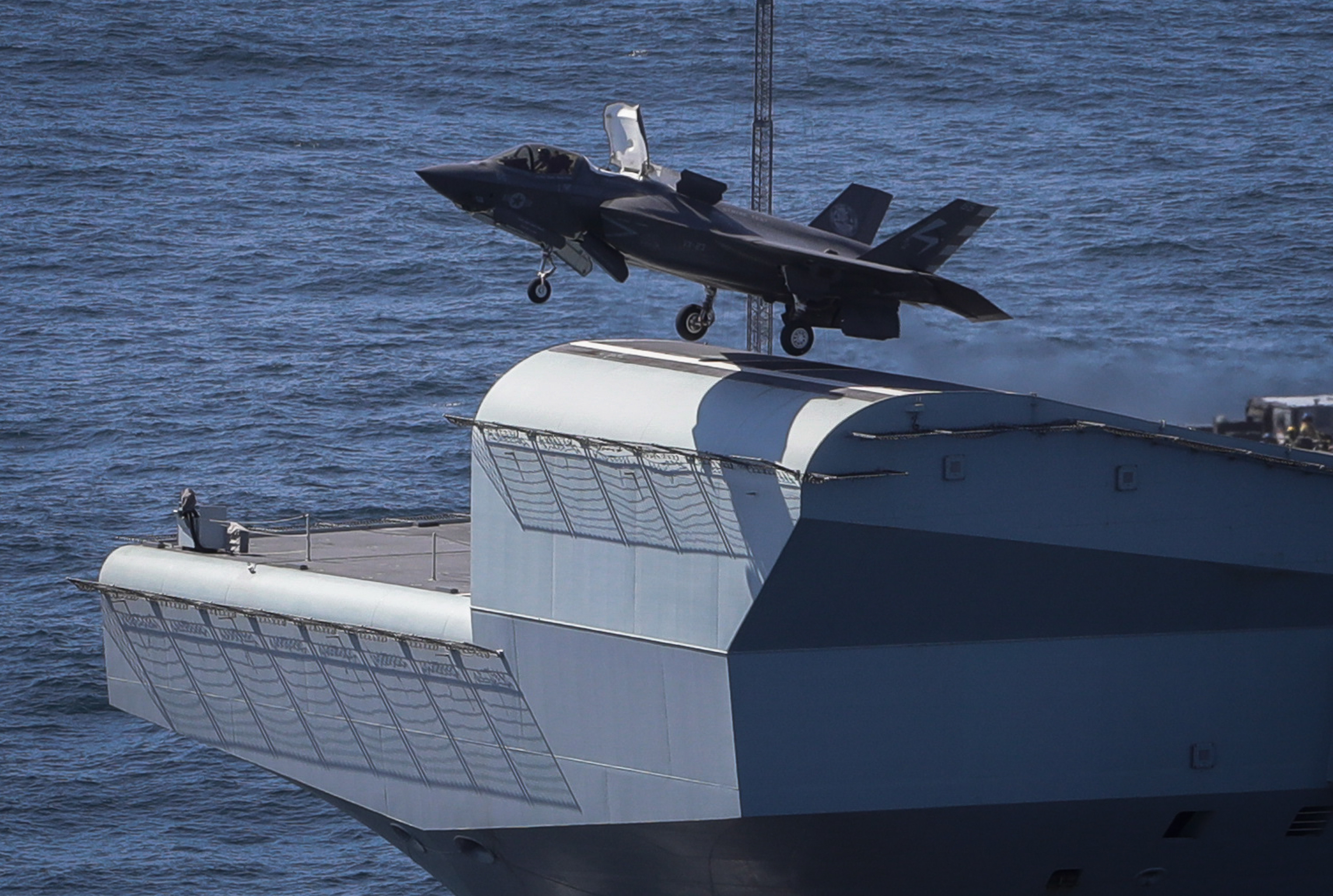
أطلاق طائرة الإف-35 B "قفزة تزلج" من على متن الحاملة HMS Queen Elizabeth في 2018.

تم السماح للطائرات إف-35 A وإف-35 B للتدريب الأساسي على الطيران في أوائل عام 2012. ومع ذلك، أدى عدم نضج النظام في ذلك الوقت إلى مخاوف بشأن السلامة وكذلك مخاوف من جانب مدير الاختبار والتقييم التشغيلي (DOT&E) بشأن اختبار الحرب الإلكترونية والميزانية والتزامن مع الخطة الرئيسية للاختبار التشغيلي والتقييم. في 10 سبتمبر 2012، على الرغم من المشاكل المتبقية في خطة الاختبار التشغيلي، بدأت USAF في تقييم المرافق التشغيلية (OUE) للطائرة إف-35 A، بما في ذلك الدعم اللوجستي والصيانة وتدريب الموظفين والتنفيذ التجريبي. بدأت رحلات OUE في 26 أكتوبر واكتملت في 14 نوفمبر بعد 24 رحلة، أكمل كل طيار ست رحلات. في 16 نوفمبر 2012، تلقت USMC أول طائرة إف-35 B في MCAS Yuma، على الرغم من فرض العديد من القيود على رحلات الطيارين في البحرية. خلال مرحلة الإنتاج الأولي منخفض السعر (LRIP)، طورت الخدمات العسكرية الأمريكية الثلاث بشكل مشترك تكتيكات وإجراءات باستخدام محاكيات الطيران واختبار الفعالية واكتشاف المشكلات وتحسين التصميم. في يناير 2013، بدأ التدريب في قاعدة إيجلين الجوية بسعة 100 طيار و2100 عامل صيانة في وقت واحد. في 8 يناير 2015، تم اختيار سلاح الجو الملكي البريطاني Lakenheath في المملكة المتحدة كأول قاعدة في أوروبا لتثبيت سربين من سلاح الجو الأمريكي من طراز إف-35، مع 48 طائرة تضاف إلى أسراب إف-15 C وإف-15 E الموجودة في الجناح 48 المقاتلة.
أعلن USMC عن القدرة التشغيلية الأولية (IOC) للطائرة إف-35 B في تكوين Block 2B في 31 يوليو 2015 بعد التجارب التشغيلية. ومع ذلك، بقيت القيود في العمليات الليلية، والاتصالات، والبرمجيات، وقدرات نقل الأسلحة. شاركت الـ USMC بالإف-35 B في أول تمرين للعلم الأحمر في يوليو 2016 مع إجراء 67 طلعة جوية. حققت الـ USAF بالإف-35 A في تكوين Block 3i IOC مع USAF في 2 أغسطس 2016، وإف-35 C في Block 3F مع USN في 28 فبراير 2019. أجرت القوات الجوية الأمريكية أول تمرين في تمرين العلم الأحمر في عام 2017؛ تحسن نضج النظام وسجلت الطائرة نسبة قتل 15:1 ضد سرب مهاجم من طراز إف-16 في بيئة شديدة الخطورة.
تكلفة تشغيل الإف-35 أعلى من تكلفة بعض المقاتلات الأكبر سنًا. في السنة المالية 2018، بلغت تكلفة الطلعة الواحدة بالإف-35 A لكل ساعة طيران 44000 دولار، وهو رقم تم تخفيضه إلى 35000 دولار في عام 2019. للمقارنة، في عام 2015، كان CPFH للطائرة إيه-10 هو 17,716 دولارًا؛ والطائرة إف-15 C حوالي 41921 دولارًا؛ والطائرة إف-16 C حوالي 22.514 دولارًا. تأمل شركة لوكهيد مارتن في خفضها إلى 25000 دولار بحلول عام 2025 من خلال الخدمات اللوجستية القائمة على الأداء وغيرها من الإجراءات.
تخطط الـ USMC لتوزيع طائرات الإف-35 B بين القواعد المنتشرة في الأمام لتعزيز البقاء على قيد الحياة مع البقاء على مقربة من ساحة المعركة، على غرار انتشار سلاح الجو الملكي البريطاني في الحرب الباردة، والتي اعتمدت على استخدام المواقع خارج القاعدة التي وفرت مدارج قصيرة، ومأوى، والستر. تُعرف باسم عمليات STOVL الموزعة (DSO)، ستعمل طائرات الإف-35 B من قواعد مؤقتة في أراضي الحلفاء ضمن مدى الصواريخ الباليستية والصواريخ الكروز المعادية وسيتم نقلها بين المواقع المؤقتة داخل دورة استهداف العدو التي تستغرق 24 إلى 48 ساعة؛ تمثل هذه الإستراتيجية نطاقًا قصيرًا لطائرة الإف-35 B، وهو الأقصر من بين الأنواع الثلاثة، مع نقاط تسليح وتزود بالوقود متنقلة (M-Farps) تستوعب طائرات كيه سي-130 وفي-22 أوسبري لإعادة تسليح الطائرات وتزويدها بالوقود، وكذلك المناطق الساحلية للوصلات البحرية لمواقع التوزيع المتنقلة. يمكن أن تعتمد M-Farps على المطارات الصغيرة أو الطرق متعددة المسارات أو القواعد الرئيسية التالفة ، بينما تعود طائرات F-35B إلى قواعد القوات الجوية الأمريكية في المنطقة الخلفية أو السفن الصديقة للصيانة المجدولة. هناك حاجة إلى ألواح معدنية محمولة بطائرات الهليكوبتر لحماية الطرق غير المجهزة من عادم محرك الإف-35 B؛ تدرس USMC بدائل أخف مقاومة للحرارة.
بدأ أول عمل قتالي أمريكي في يوليو 2018 مع الـ USMC بالإف-35 B من السفينة الهجومية البرمائية USS Essex، مع الضربة القتالية الأولى في 27 سبتمبر 2018 ضد أهدف تنظيم طالبان الارهابي في أفغانستان. تبع ذلك انتشار للقوات الجوية الأمريكية في قاعدة الظفرة الجوية، بدولة الإمارات العربية المتحدة في 15 أبريل 2019. في 27 أبريل 2019، استخدمت القوات الجوية الأمريكية الإف-35 A لأول مرة في القتال في غارة جوية على شبكة أنفاق تابعة لتنظيم داعش الإرهابي في شمال العراق.
أثناء الخدمة، أطلق بعض طياري القوات الجوية الأمريكية على الطائرة اسم «النمر» بدلاً من الطائرة الرسمية «لايتنينغ 2».

### المملكة المتحدة

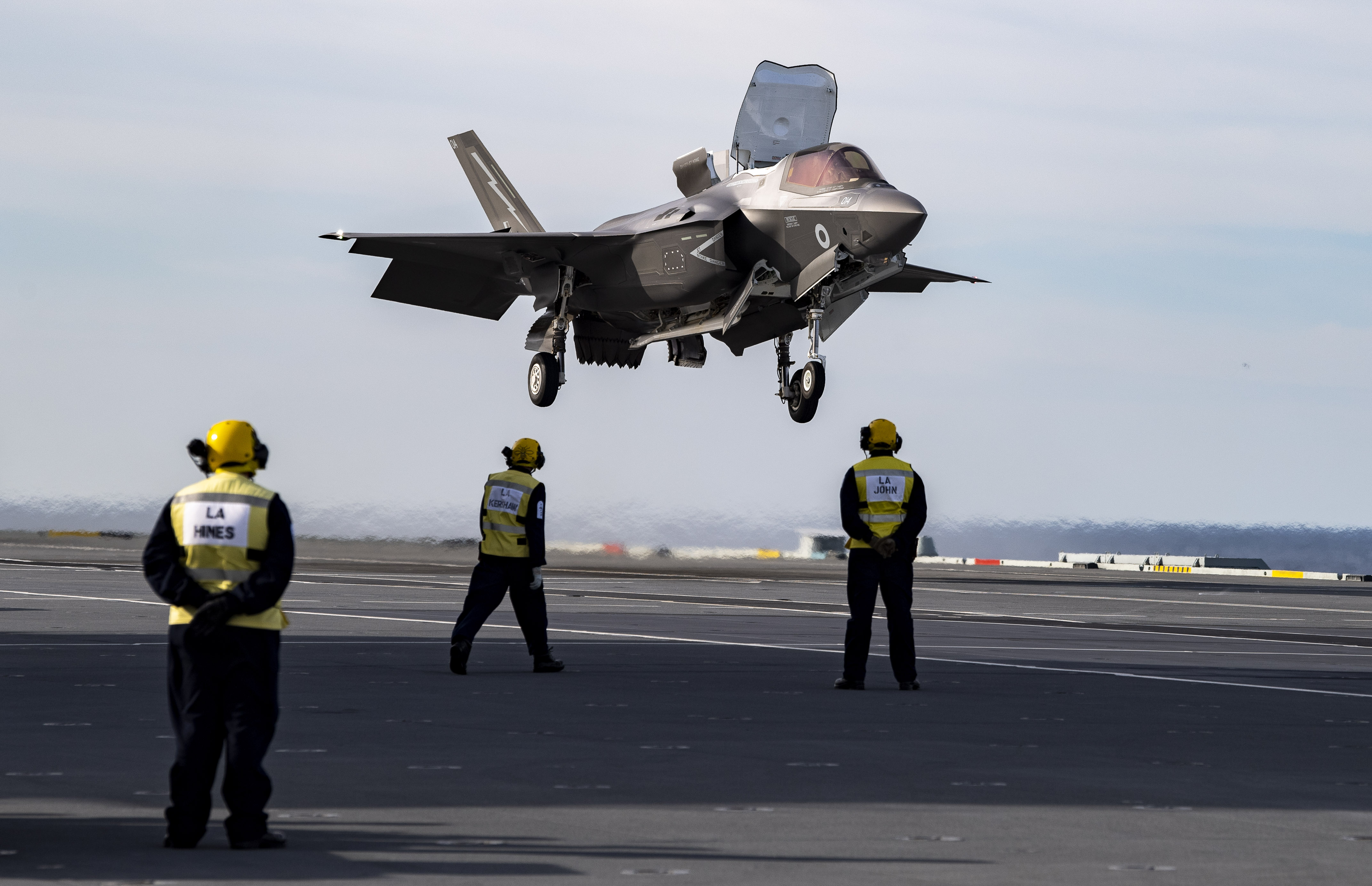
إف-35 B في ZM148 لسرب رقم 617 عند هبوطها في الملكة إليزابيث، 2019

تقوم كل من القوات الجوية الملكية البريطانية والبحرية الملكية بتشغيل إف-35 B، والمعروفة باسم Lightning في الخدمة البريطانية؛ وقد حلت محل بريتش ايروسبيس هارير الثانية، التي تم تقاعدها في عام 2010، وتورنادو GR4، التي تم تقاعدها في عام 2019 من المقرر أن تكون الطائرة الإف-35 وهي الطائرة الهجومية الرئيسية لبريطانيا على مدى العقود الثلاثة القادمة. كان أحد متطلبات البحرية الملكية للطائرة إف-35 B هو وضع السفينة المتداول والهبوط العمودي (SRVL) لزيادة الوزن الأقصى للهبوط باستخدام رفع الجناح أثناء الهبوط. في يوليو 2013، أعلن رئيس الأركان الجوية، قائد القوات الجوية، المارشال السير ستيفن دالتون، أن سرب رقم 617 (The Dambusters) سيكون أول سرب تشغيلي من طراز إف-35 لسلاح الجو الملكي. سيكون السرب العملياتي الثاني هو سرب الأسطول الجوي البحري 809 في أبريل 2023.
سرب الاختبار والتقييم رقم 17 (الاحتياطي) صمد في 12 أبريل 2013 باعتباره وحدة التقييم التشغيلي لـ Lightning، ليصبح أول سرب بريطاني يشغل هذا النوع. بحلول يونيو 2013، تلقى سلاح الجو الملكي البريطاني ثلاث طائرات إف-35 من أصل 48 عند الطلب، وكلها مقرها في البداية في قاعدة إيجلين الجوية. في يونيو 2015، أطلقت إف-35 B أولى عملياتها من قفزة تزلج في نهر NAS Patuxent River. عند تشغيلها في البحر، يجب أن تستخدم طائرات إف-35 B البريطانية السفن المزودة بقفزات تزلج، وكذلك البحرية الإيطالية. لا يُقصد من طائرات إف-35 B البريطانية استلام صاروخ بريمستون 2. في 5 يوليو 2017، أُعلن أن السرب الثاني لسلاح الجو الملكي البريطاني سيكون السرب رقم 207، والذي تم إصلاحه في 1 أغسطس 2019 كوحدة تحويل تشغيلية البرق. تم إصلاح السرب رقم 617 في 18 أبريل 2018 خلال حفل أقيم في واشنطن العاصمة، الولايات المتحدة، أصبح أول سرب في الخطوط الأمامية لسلاح الجو الملكي لتشغيل هذا النوع؛ تلقى أول أربع طائرات من طراز إف-35 B في 6 يونيو، وحلقت من MCAS بوفورت إلى سلاح الجو الملكي البريطاني مرهام. تم إعلان استعداد كل من السرب رقم 617 وطائرات إف-35 للقتال في 10 يناير 2019.
في أبريل 2019، تم نشر السرب رقم 617 في سلاح الجو الملكي البريطاني أكروتيري، قبرص، وهو أول انتشار خارجي لهذا النوع. في 25 يونيو 2019، ورد أن أول استخدام قتالي لطائرة سلاح الجو الملكي البريطاني من طراز إف-35 B كان بمثابة رحلات استطلاعية مسلحة بحثًا عن أهداف الدولة الإسلامية في العراق وسوريا. في أكتوبر 2019، تم إطلاق Dambusters ورقم 17 TES إف-35 على HMS Queen Elizabeth لأول مرة. غادر السرب رقم 617 سلاح الجو الملكي البريطاني في 22 يناير 2020 في أول تمرين له بالعلم الأحمر مع البرق.

### إسرائيل

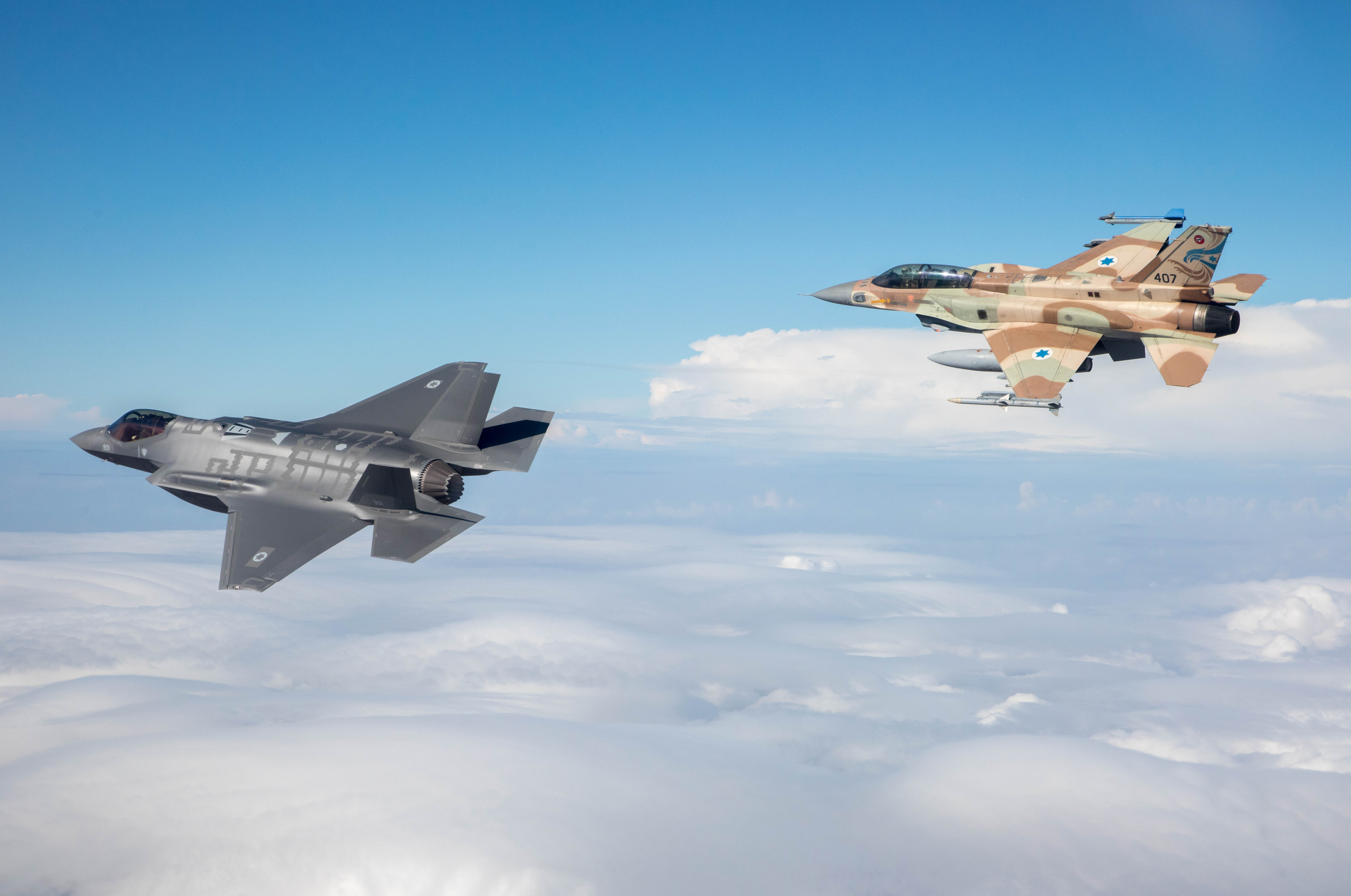
إف-35 I أدير (مصحوبة بسرب من الإف-16 صوفا) في رحلته الأولى في إسرائيل في ديسمبر/كانون الأول 2016

أعلن سلاح الجو الإسرائيلي أن مقاتلة الإف-35 قادرة على العمل في 6 ديسمبر 2017. وفقًا لصحيفة الجريدة الكويتية، في يوليو 2018، حلقت مهمة تجريبية لثلاث طائرات إف-35 التابعة لسلاح الجو الإسرائيلي على الأقل إلى العاصمة الإيرانية طهران وعادت إلى تل أبيب. في حين لم يتم تأكيده علنًا، تصرف القادة الإقليميون بشأن التقرير؛ ورد أن المرشد الأعلى الإيراني علي خامنئي أقال قائد القوات الجوية وقائد الحرس الثوري الإيراني بسبب المهمة.
في 22 مايو 2018، قال قائد القوات الجوية الإسرائيلية عميكام نوركين إن الخدمة استخدمت طائراتها من طراز إف-35 I في هجومين على جبهتين للمعركة، مما يمثل أول عملية قتالية لطائرة إف-35 من قبل أي دولة. قال نوركين إنه تم نقلها «في جميع أنحاء الشرق الأوسط»، وأظهرت صورًا لطائرة إف-35 I وهي تحلق فوق بيروت في وضح النهار. في يوليو 2019، ورد أن إسرائيل وسعت ضرباتها ضد شحنات الصواريخ الإيرانية؛ زُعم أن طائرات إف-35 I قامت بقصف أهداف إيرانية في العراق مرتين.

## المشغلون
أستراليا

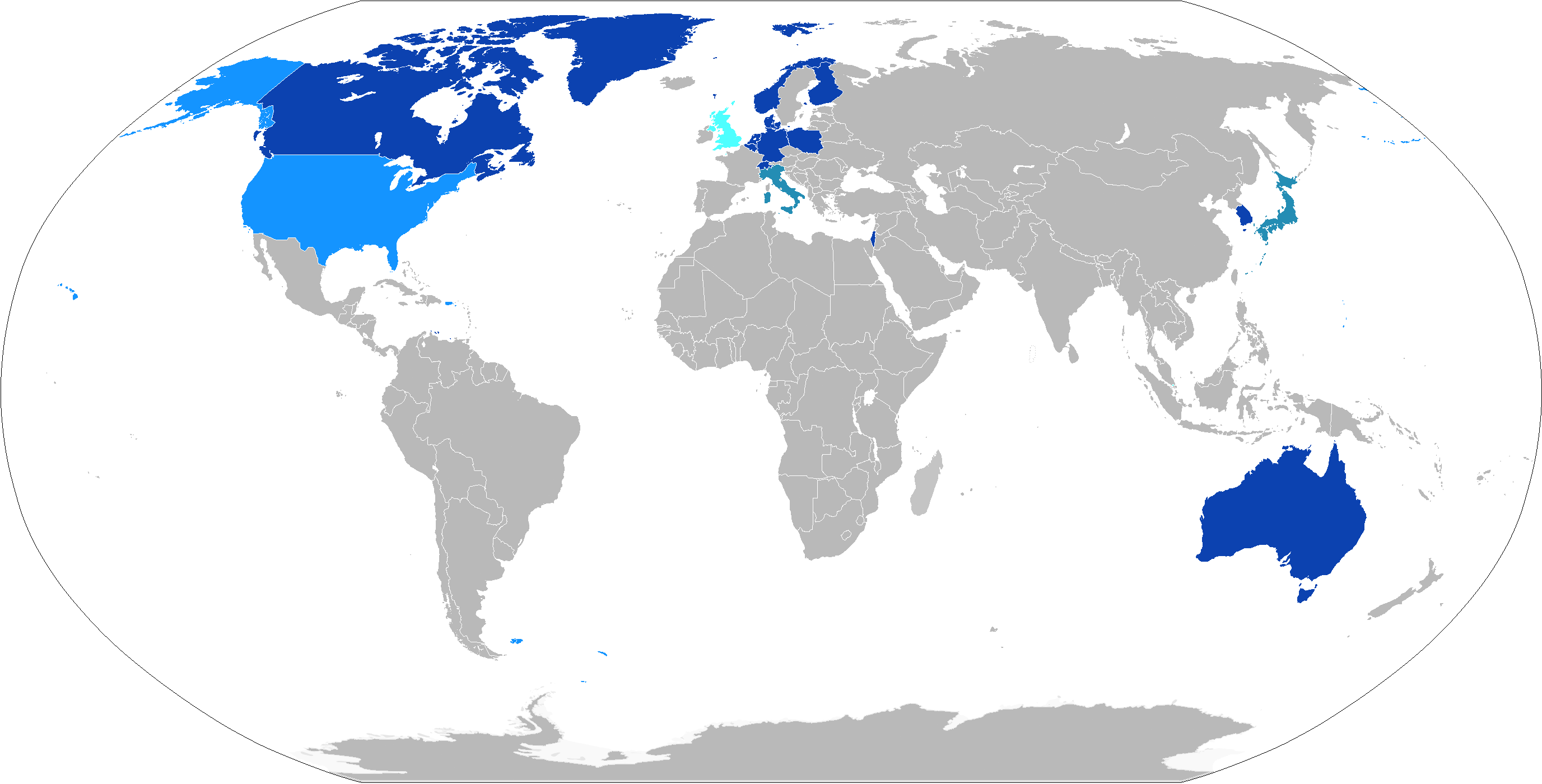
مشغلي الإف-35 A.
مشغلي الإف-35 B.
مشغلي الإف-35 A والإف-35 B.
مشغلي الإف-35 A والإف-35 B والإف-35 C.

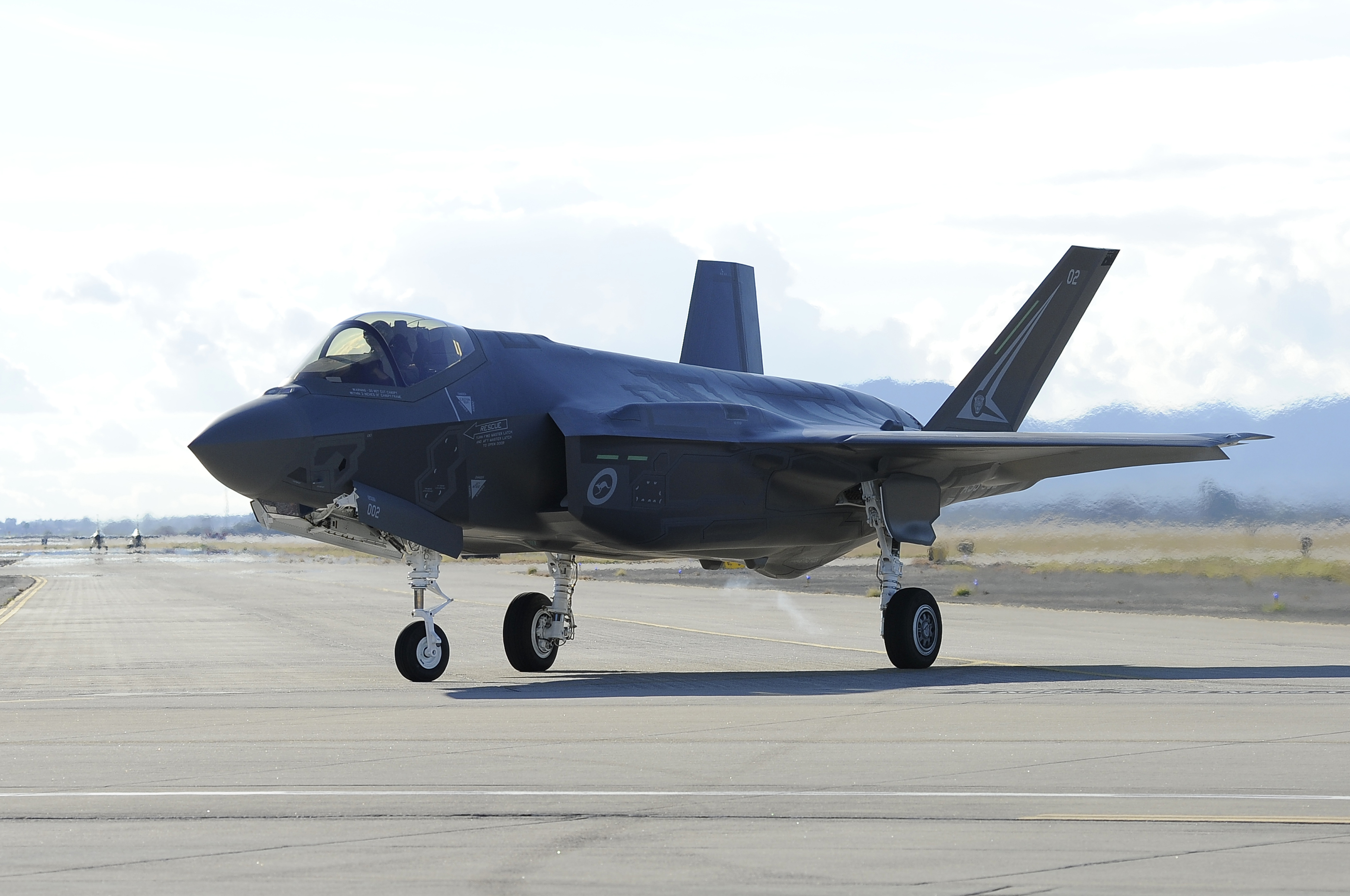
واحدة من أول طائرتين من طراز إف-35 A في استراليا ديسمبر/كانون الأول 2014

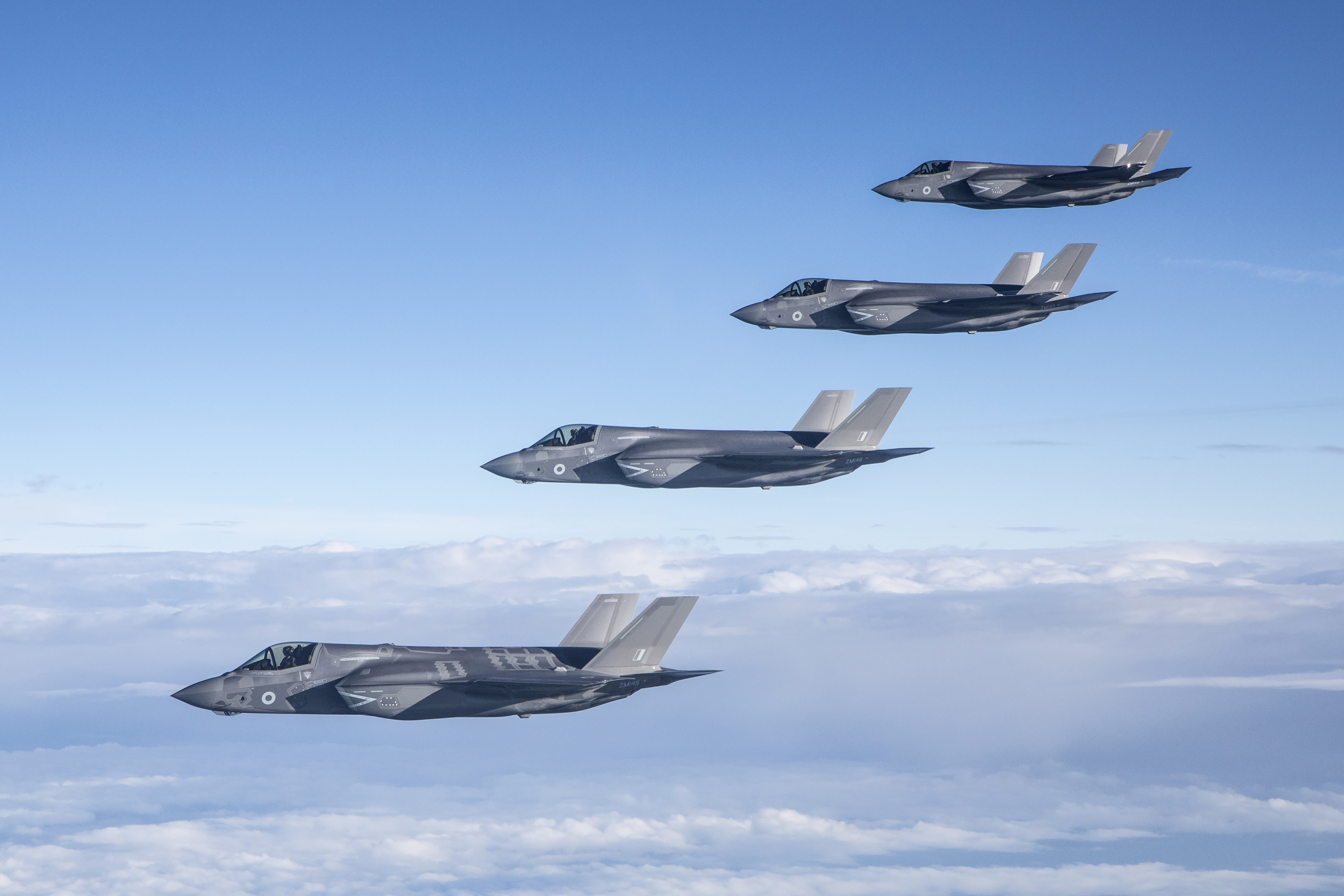
أول أربعة طائرات من طراز إف-35 B كانت في رحلة تسليم إلى قاعدة مارهام الجوية، حزيران/يونيه 2018

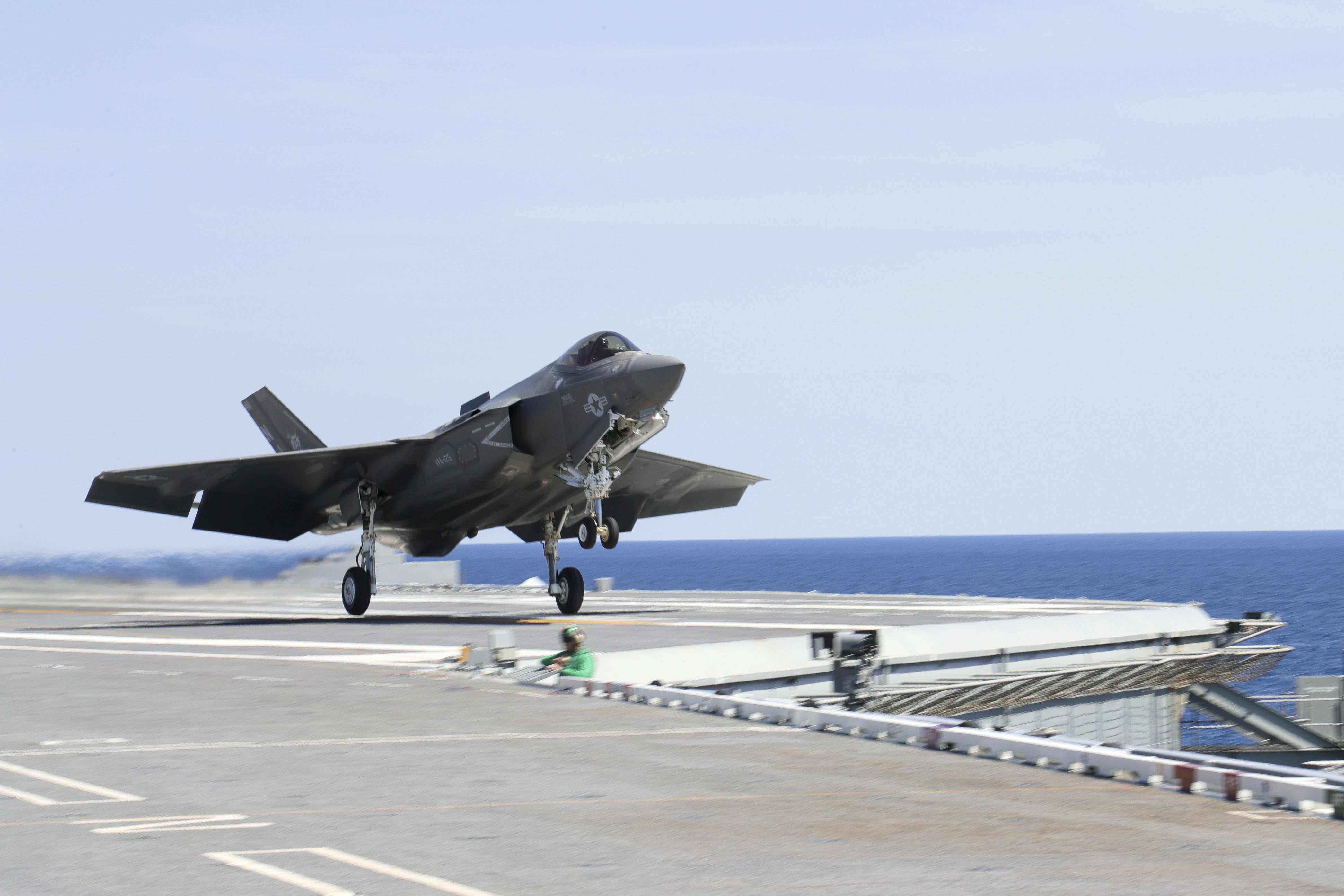
إطلاق طائرة طراز إف-35 C من علي متن الحاملة يو إس إس أبراهام لينكولن.

- خططت القوات الجوية الملكية الأسترالية لتشغيل 100 وحدة.[290][291][292] تسلمت منها 24 طائرة طراز إف-35 A، سلمت في نيسان/أبريل 2020.[293]

 بلجيكا
- نخطط القوات الجوية البلجيكية لتشغيل- 34 طائرة طراز إف-35 A.[294][295]

 الدنمارك
- خطط سلاح الجو الملكي الدانمركي لتشغيل 27 طائرة إف-35 A.[296]

 إسرائيل
- خططت القوات الجوية الإسرائيلية لتشغيل من 50 إلى 75 طائرة،[297] 26 طائرة تم تسليمها وتشغيلها (إف-35 I).[297][298][299][وضِّح الإطار الزمني]

 إيطاليا
- تخطط القوات الجوية الإيطالية لتشغيل 60 طائرة.[300] 9 طائرات من طراز إف-35 A في إطار التشغيل[وضِّح الإطار الزمني] واثنتان إضافيتان حسب الطلب مع 17 طائرة أخرى مطلوبة للتسليم حتى عام 2019؛[301][302] 15 طائرة من طراز إف-35 B مخطط لها.[303][304]
- خططت القوات البحرية الإيطالية لتشغيل 15 طائرة من طراز إف-35 B،[303] تم تسليم 1 منها مع 4 منها بأمر التسليم بحلول عام 2019.[305]

 اليابان
- خططت قوة الدفاع الذاتي الجوية اليابانية ما مجموعة 147 طائرة 12 إف-35 A عند بدء التشغيل، بما في ذلك 42 من أنواع الطائرات من طراز إف-35 B.[306][307][308]

 هولندا
- خططت القوات الجوية الملكية الهولندية للحصول على 46 طائرة. تسلمت منها 9 طائرات من طراز إف-35 A.[304][309][310]

 النرويج
- خططت القوات الجوية الملكية النرويجية لامتلاك 52 طائرة طراز إف-35 A.[311] تسلم فعليا 25 طائرة، 7 منها مقرها في الولايات المتحدة للتدريب في أيار/مايو 2020.[312]

 بولندا
- طلب سلاح الجو البولندي 32 طراز إف-35 A.[89]

 كوريا الجنوبية
- القوات الجوية الكورية - تم تسليم 13 طائرة إف-35 A من 60 واحدة مخطط لها.[313][314][315][وضِّح الإطار الزمني]
- القوات البحرية الكورية - تم التخطيط لما يقرب من 20 طائرة من طراز إف-35 B.[316][317]

 سنغافورة
- القوات الجوية السنغافورية - خطط لما يصل إلى 12 طائرة من طراز إف-35 B.[318]

 تركيا
- القوات الجوية التركية - 4 طائرات من طراز إف-35 A كما تم تسليمها إلى قاعدة لوك الجوية للتدريب.[319] حيث تم طلب 30 طائرة،[320] من إجمالي ما يصل إلى 120 طائرة كان مخطط لها.[321][322] تم حظر المشتريات المستقبلية من قبل الولايات المتحدة مع إلغاء العقود في وقت مبكر بحلول 20 20.[323]

 المملكة المتحدة
- القوات الجوية الملكية والبحرية الملكية (عملية مشتركة) - تم تلقي 18 طائرة من طراز إف-35 B،[324] مع 15 طائرة في المملكة المتحدة.[325] والباقي في الولايات المتحدة حيث يتم إستخدامهما للاختبار والتدريب.[326] 42 (24 طائرة من طراز FOC و18 طائرة تدريب) سيجري تعقبهما بسرعة بحلول عام 2023؛[327][328] 138 طائرة من طراز إف-35، وسيكون أول 48 طائرة من طراز إف-35 B.[329][330]

 الولايات المتحدة
- القوات الجوية - مخطط 1763 إف-35 A.[304][331]
- مشاة البحرية - مخطط 353 إف-35 B و67 إف-35 C.[332]
- البحرية - مخطط 273 إف-35 C.[332]

## الإصدارات

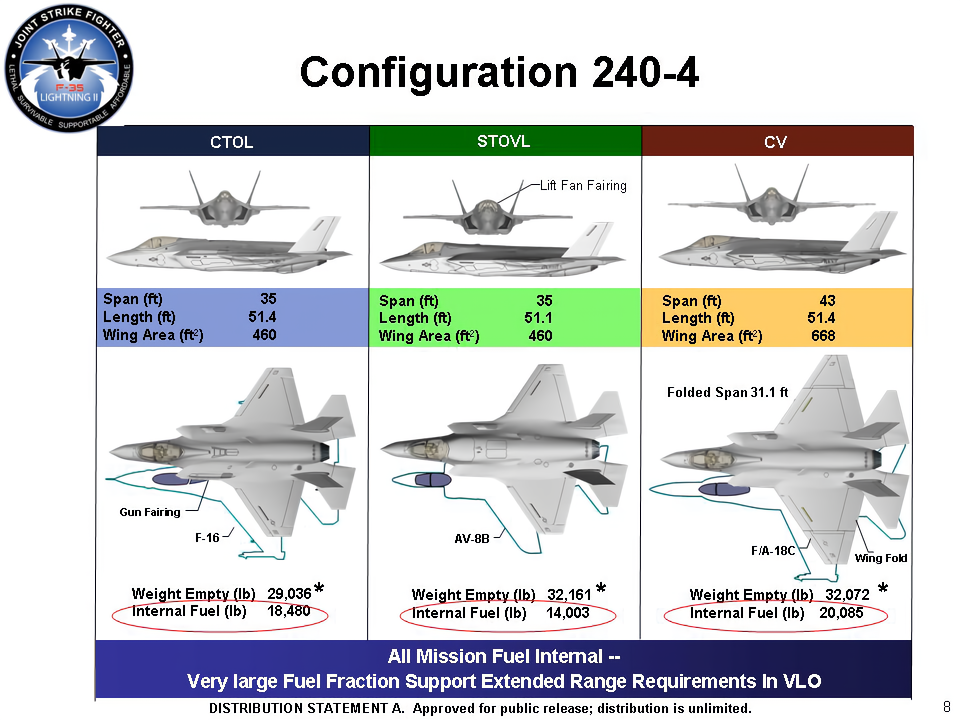
الاصدارات الرئيسية الثلاثة: للإقلاع والهبوط التقليديين، والإقلاع القصير والهبوط العمودي، والسيرة الذاتية لمتغير الناقل

### إف-35 A

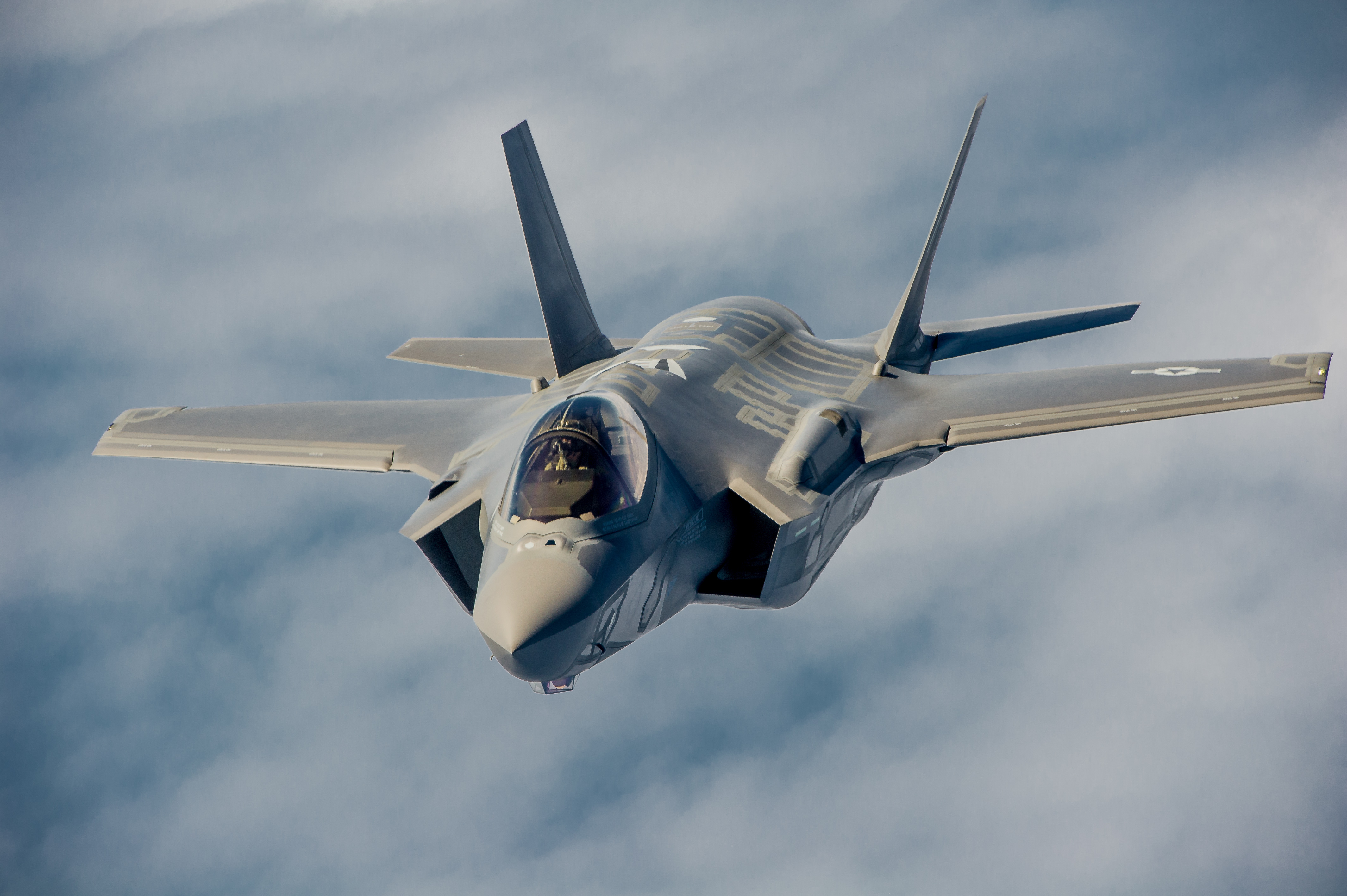
اف-35 A تابعة للقوات الجوية الامريكية عام 2013

الإصدار التقليدي ذات الإقلاع والهبوط التقليدي (CTOL) المخصص للقوات الجوية الأمريكية والقوات الجوية الأخرى. وهو الإصدار الأصغر والأخف وزناً وقادرًا على 9g، وهو الأكثر تقدما بين جميع الاصدارات.
وعلى الرغم من أن الإف-35 A تجري حاليًا إعادة التزود بالوقود في الجو عبر ذراع الرافعة وطريقة الوعاء، ويمكن تعديل الطائرة للتزود بالوقود بالارضاعر والدوران إذا احتاج العميل. ويمكن تثبيت بود السحب على إف-35 A، مع كون سلاح الجو الملكي النرويجي هو المشغل الأول الذي يتبناه.

### إف-35 B
هي طائرة الإقلاع القصير والهبوط العمودي (STOVL). وعلى غرار الإصدار A، فان الإصدار B يضحي بحوالي ثلث حجم وقود المتغير A لاستيعاب محرك الهبوط والإقلاع العمودي SDLF. هذا البديل يقتصر على 7g. على عكس المتغيرات الأخرى، لا تحتوي الطائرة F-35B على خطاف هبوط. بدلاً من ذلك، يعمل عنصر التحكم "STOVL / HOOK" على التحويل بين الطيران العادي والعمودي.

### إف-35 C

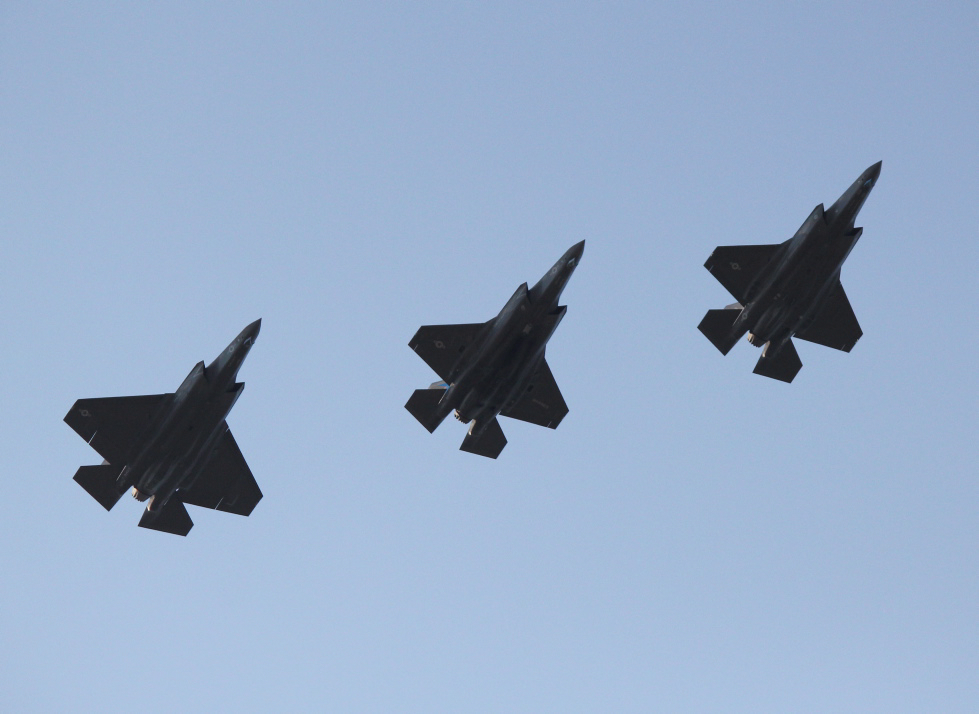
طائرتان من طراز F-35 تحلقان في التشكيل. F-35C (يسار) لديها جناح أكبر من طائرتين F-35B.

تم تصميم الإصدار إف-35 C للإقلاع بمساعدة المنجنيق ولكن عمليات الاسترداد الموقوفة من حاملات الطائرات. مقارنةً بالطائرة إف-35 A، وتتميز الطائرة إف-35 C بأجنحة أكبر مع أقسام رأس الجناح قابلة للطي، وأسطح تحكم أكبر في الجناح والذيل لتحسين التحكم في السرعة المنخفضة، ومعدات هبوط أقوى لضغوط الهبوط بالحبل الكابح، وتروس الأنف ذات العجلة المزدوجة، وخطاف ذيل أقوى للاستخدام مع كابلات مانع الحامل. تسمح مساحة الجناح الأكبر بانخفاض سرعة الهبوط مع زيادة كل من المدى والحمولة. تقتصر الطائرة إف-35 C على 7.5g.

### إف-35 D
دراسة لترقية محتملة للطائرة الإف-35 A ليتم إرسالها بحلول الموعد المستهدف 2035 لمفهوم التشغيل المستقبلي للقوات الجوية الأمريكية.

### إف-35 I
وإف-35 I أدير (بالعبرية: אדיר، وتعنى «رائع»، أو «الجبار») وهي نفسها الإف-35 A مع بعض التعديلات الإسرائيلية الفريدة من نوعها. رفضت الولايات المتحدة في البداية السماح بمثل هذه التعديلات قبل السماح لإسرائيل بدمج أنظمة الحرب الإلكترونية الخاصة بها، بما في ذلك أجهزة الاستشعار والإجراءات المضادة. ويحتوي الكمبيوتر الرئيسي على وظيفة التوصيل والتشغيل للأنظمة الإضافية؛ تتضمن المقترحات حجرة تشويش خارجية، وصواريخ جو - جو إسرائيلية جديدة وقنابل موجهة في فتحات الأسلحة الداخلية. وقال مسؤول كبير في سلاح الجو الإسرائيلي إن شبحية الإف-35 يمكن التغلب عليها جزئيًا في غضون 10 سنوات على الرغم من عمر الخدمة من 30 إلى 40 عامًا، وبالتالي اصرت إسرائيل على استخدام أنظمة الحرب الإلكترونية الخاصة بها. نظرت شركة صناعات الفضاء الإسرائيلية (IAI) في مفهوم الإف-35 ذات المقعدين؛ وأشار أحد المسؤولين التنفيذيين في المعهد الدولي للأخطار إلى: «هناك طلب معروف على مقعدين ليس فقط من إسرائيل بل من القوات الجوية الأخرى». وتخطط المنظمة لإنتاج خزانات وقود امتثالية أو كتفية.

### سي إف-35
هو البديل المقترح الذي قد يختلف عن الإف-35 A من خلال إضافة مظلة كبح وقد يتضمن بوري التزود بالوقود من طراز إف-35 B/C. في عام 2012، تم الكشف عن أن سي إف-35 سوف تستخدم نفس نظام إعادة التزود بالوقود مثل الإف-35 A. وكان أحد الاقتراحات البديلة هو اعتماد إف-35 C على التزود بالوقود بالبوري وسرعة هبوط أقل؛ ومع ذلك، أشار تقرير مسؤول الميزانية البرلماني إلى الأداء المحدود والحمولة الصافية لطائرة إف-35 C باعتبار أن ثمنها باهظًا للغاية. وبعد الانتخابات الفيدرالية لعام 2015، شكل الحزب الليبرالي، الذي تضمنت حملته تعهدًا بإلغاء مشتريات الإف-35، حكومة جديدة وبدأ في منافسة مفتوحة لاستبدال سي اف-18 هورنيت الحالي.

## الحوادث والأحداث البارزة
في 23 يونيو 2014، اشتعلت النيران في محرك الإف-35 A في قاعدة إيجلين الجوية. نجا الطيار دون أن يصاب بأذى، بينما تكبدت الطائرة ما يقدر بنحو 50 مليون دولار من الأضرار. وتسبب الحادث في توقف جميع الرحلات الجوية في 3 يوليو. عاد الأسطول إلى الرحلة في 15 يوليو مع قيود على ظروف الطيران. في يونيو 2015، أصدرت قيادة التعليم والتدريب الجوي (AETC) التابعة للقوات الجوية الأمريكية تقريرها الرسمي، الذي ألقى باللوم على الفشل في دوار المرحلة الثالثة من وحدة مروحة المحرك، والتي قطعت قطع منها غطاء المروحة وجسم الطائرة العلوي. قامت برات آند ويتني بتطبيق "rub-in" ممتد لزيادة الفجوة بين الجزء الثابت الثاني وختم الذراع المتكامل للدوار الثالث، بالإضافة إلى تعديلات التصميم لحفر الجزء الثابت مسبقًا بحلول أوائل عام 2016.
وقع الحادث الأول في 28 سبتمبر 2018 حيث اشتملت على طائرة الإف-35 A USMC بالقرب من محطة مشاة البحرية الجوية بوفورت، ساوث كارولينا؛ طرد الطيار بأمان. يُعزى سبب الانهيار إلى خلل في أنبوب الوقود؛ تم إيقاف جميع طائرات الإف-35 في 11 أكتوبر في انتظار فحص على مستوى الأسطول للأنابيب. في اليوم التالي، عادت معظم طائرات USAF و USN الإف-35 إلى حالة الرحلة بعد التفتيش.
في 9 أبريل 2019، اختفت طائرة من طراز الإف-35 A التابعة لقوات الدفاع الذاتي الجوية اليابانية التابعة لقاعدة ميساوا الجوية من الرادار على بعد حوالي 84 ميلاً (135 كم) شرق محافظة أوموري خلال مهمة تدريبية فوق المحيط الهادئ. وكان الطيار، الرائد أكينوري هوسومي، قد أطلع لاسلكيًا على نيته إجهاض التدريبات قبل أن تختفي. بحثت أصول البحرية الأمريكية واليابانية عن الطائرة المفقودة والطيار، وعثرت على حطام على المياه أكد تحطمها؛ تم انتشال رفات هوسومي في يونيو. رداً على ذلك، أسست اليابان 12 طائرة من طراز إف-35 A. وكانت هناك تكهنات بأن الصين أو روسيا قد تحاول إنقاذها؛ أعلنت وزارة الدفاع اليابانية أنه لم تكن هناك «أنباء عن أنشطة» من أي من البلدين. وأفادت التقارير أن الطائرة إف-35 لم ترسل إشارة استغاثة ولم يحاول الطيار أي مناورات استرداد حيث هبطت الطائرة بمعدل سريع. أرجع تقرير الحادث السبب إلى الارتباك المكاني للطيار.
في 19 مايو 2020، تحطمت طائرة من طراز إف-35 A تابعة للقوات الجوية الأمريكية من سرب المقاتلات رقم 58 أثناء هبوطها في قاعدة إيجلين الجوية بولاية فلوريدا. طرد الطيار وكان في حالة مستقرة.

## مواصفات (إف-35 A)

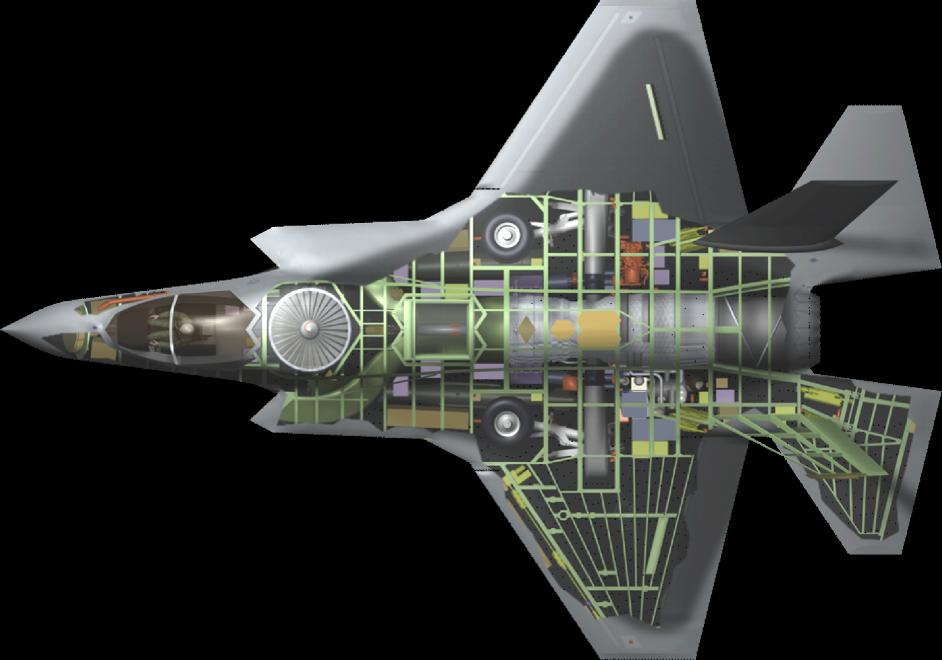
مروحة رفع الاف-35 B

### الخصائص العامة
- الطاقم: 1
- الطول: 51.4 قدم (15.7 م)
- باع الجناح: 35 قدمًا (11 م)
- الارتفاع: 14.4 قدم (4.4 م)
- مساحة الجناح: 460 قدم مربع (43 م 2)
- نسبة العرض إلى الارتفاع: 2.66
- الوزن فارغ: 29300 رطل (13290 كجم)
- الوزن الإجمالي: 49540 رطل (22471 كجم)
- أقصى وزن للإقلاع: 70000 رطل (31751 كجم)
- سعة الوقود: 18,250 رطلاً (8278 كجم) داخليًا
- المحرك: 1× برات آند ويتني إف-135-PW-100 توربوفان بعد الاحتراق، 28000 رطل (120 كيلو نيوتن) دفع جاف، 43000 رطل (190 كيلو نيوتن) مع احتراق لاحق.

### الأداء
- السرعة القصوى: 1.6 ماخ على ارتفاع
  - 700 عقدة (806 ميل في الساعة ، 1,296 كم / ساعة) عند مستوى سطح البحر
- المدى: 1500 نمي (1700 ميل ، 2800 كم)
- نطاق القتال: 669 نمي (770 ميل ، 1,239 كم) على الوقود الداخلي
  - 760 نمي (870 ميل ؛ 1410 كم) مهمة اعتراض على الوقود الداخلي ، لتكوين الهواء الداخلي.[369]
- سقف الخدمة: 50000 قدم (15000 م)
- حدود g: +9.0
- تحميل الجناح: 107.7 رطل / قدم مربع (526 كجم / م 2) بالوزن الإجمالي
- الدفع / الوزن: 0.87 عند الوزن الإجمالي (1.07 عند تحميل الوزن بوقود داخلي بنسبة 50٪).

### التسليح
- المدافع: 1× مدفع دوار طراز GAU-22/A عيار 25مم (0.984 بوصة) ذو 4 براميل، 180 طلقة.
- النقاط الثابتة: 4× نقاط تعليق داخليه، 6× نقاط تعليق خارجه علي أجنحة تبلغ سعتها 5700 باوند (2600 كجم) داخليه و15000باوند (6800 كجم) خارجية و18000باوند (8200 كجم) إجمالي حمولة الاسلحه، مع مؤن لحمل التركيبات:
  - الصواريخ:
    - صواريخ جو-جو:
      - إيه آي إم-120 أمرام
      - إيه آي إم-9 X سايدويندر
      - إيه آي إم-132 أسرام
      - MBDA ميتور (Block 4).[370]

    - صواريخ جو-أرض:
      - إيه جي إم-88 G هارم (Block 4).
      - إيه جي إم-158 JASSM.[371]
      - سبير 3.[372]
      - Joint Air-to-Ground Missile (JAGM)
      - Joint Strike Missile (JSM, planned)
      - سوم

    - صواريخ مضادة للسفن:
      - إيه جي إم-158سي (إل آر إيه إس إم).[373]

  - القنابل: ذخائر الهجوم المباشر المشترك (JDAM)
    - قنابل بافواي موجهة بالليزر.
    - قنبلة GBU-39 صغيرة القطر (SDB)
    - إيه جي إم-154 JSOW
    - Mk.20 Rockeye II cluster bomb
    - Mk 77 incendiary bombs
    - Wind Corrected Munitions Dispenser (WCMD) capable
    - بي 61 mod 12 nuclear bomb.[374]

### إلكترونيات الطيران
- رادار AN/APG-81 AESA.
- نظام الاستهداف (EOTS) الـ AAQ-40 E/O.
- نظام الانظار والتحذير من اقتراب الاخطار الموزع (DAS) الـ AN/AAQ-37.
- نظام الحرب الاليكترونية AN/ASQ-239 باراكودا.
- مجموعة AN/ASQ-242 CNI suite التي تتضمن:
  - نظام الاتصالات من شركة هاريس متعددة الوظائف عبر وصلة البيانات المتقدمة (MADL).
  - وصلة البيانات Link 16.
  - SINCGARS
  - مستجوب أو مرسل نظام تحديد العدو والصديق IFF
  - نظام مقاومة الترددات العالية (ECM)، الـ HAVE QUICK.
  - أجهزة الإتصال اللاسلكي ذات التردد العالي جدا AM, VHF, UHF AM, and UHF FM.
  - راديو GUARD survival
  - مقياس الارتفاع الراداري
  - نظام الهبوط الآلي
  - نظام الملاحة الجوية التكتيكي TACAN.
  - نظام الهبوط الآلي على الحاملات.
  - نظام JPALS المشترك للاقتراب والهبوط الدقيق.
  - نظام الرسائل الموحدة من الفئة TADIL-J JVMF/VMF.

### الاختلافات بين المتغيرات
|                                                   | إف-35 A الإقلاع والهبوط التقليدي (CTOL) | إف-35 B الإقلاع القصير والهبوط العمودي (STOVL) | إف-35 C الاقلاع والهبوط العمودي (CV) |
| ------------------------------------------------- | --------------------------------------- | ---------------------------------------------- | ------------------------------------ |
| الطول                                             | 51.4 قدم (15.7 متر)                     | 51.2 قدم (15.6 متر)                            | 51.5 قدم (15.7 متر)                  |
| طزل الجناح                                        | 35 قدم (10.7 متر)                       | 35 قدم (10.7 متر)                              | 43 قدم (13.1 متر)                    |
| الارتفاع                                          | 14.4 قدم (4.39 متر)                     | 14.3 قدم (4.36 متر)                            | 14.7 قدم (4.48 متر)                  |
| مساحة الجناح                                      | 460 قدم مربع (42.74 متر2)               | 460 قدم مربع (42.74 متر2)                      | 668 قدم مربع (62.06 متر2)            |
| الوزن فارغ                                        | 28,999 باوند (13,154 كجم)               | 32,472 باوند (14,729 كجم)                      | 34,581 باوند (15,686 كجم)            |
| الوقود الداخلي                                    | 18,250 باوند (8,278 كجم)                | 13,500 باوند (6,123 كجم)                       | 19,750 باوند (8,958 كجم)             |
| حمولة الاسلحة                                     | 18,000 باوند (8,160 كجم)                | 15,000 باوند (6,800 كجم)                       | 18,000 باوند (8,160 كجم)             |
| الوزن الاقصى للاقلاع                              | 70,000 باوند (31,800 كجم)               | 60,000 باوند (27,200 كجم)                      | 70,000 باوند (31,800 كجم)            |
| المدى                                             | >1,200 ميل بحري (2,200 كم)              | >900 ميل بحري (1,700 كم)                       | >1,200 ميل بحري (2,200 كم)           |
| نصف القطر القتالي بالوقود الداخلي                 | 669 ميل بحري (1,239 كم)                 | 505 ميل بحري (935 كم)                          | 670 ميل بحري (1,241 كم)              |
| الوزن الحقيقي • الوقود مكتمل: • الوقود نصف مكتمل: | 0.87 1.07                               | 0.90 1.04                                      | 0.75 0.91                            |
| حدود g                                            | +9.0                                    | +7.0                                           | +7.5                                 |

## اقرأ أيضا
التطويرات ذات الصلة
- لوكهيد مارتن إكس-35 - طائرة لبرنامج المقاتلات الهجومية المشتركة.

الطائرات ذات الدور المماثل
- تشنغدو جيه-20 - طائرة مقاتلة صينية من الجيل الخامس.
- لوكهيد مارتن إف-22 رابتور - مقاتلة تفوق جوي أمريكية من الجيل الخامس.
- شنيانغ جيه-31 - مقاتلة من الجيل الخامس قيد التطوير حاليا من قبل شركة شنيانغ للطائرات.
- سوخوي سو-57 - مقاتلة روسية من الجيل الخامس.

قوائم ذات صلة
- قائمة الطائرات المقاتلة
- قائمة الطائرات العسكرية النشطة في الولايات المتحدة
- قائمة المشاريع العملاقة